# Personaggi di Lost

I sopravvissuti della sezione centrale del volo Oceanic Airlines 815 nella puntata Esodo, prima parte

Questa voce contiene un elenco dei personaggi presenti nella serie televisiva Lost.

## Sopravvissuti della sezione centrale del volo Oceanic Airlines 815
Tutti i sopravvissuti della sezione centrale del volo Oceanic 815 sono stati presentati durante la prima stagione di Lost. Fanno eccezione Nikki e Paulo che sono stati introdotti solo nella terza stagione. Inoltre sei di loro, Jack, Kate, Sayid, Hurley, Sun e Aaron, compongono il gruppo dei Sei della Oceanic (Oceanic Six in lingua originale), sei sopravvissuti che nella quarta stagione riusciranno a lasciare l'isola.
Le trame relative ai personaggi dell'intera pagina sono state qui riportate in base alla storia di Lost dalla prima alla sesta stagione, senza tener conto dei Flash Paralleli presenti nell'ultima stagione.
Nella stagione finale interviene infatti una spaccatura dimensionale: da una parte la narrazione segue dunque i sopravvissuti delle varie serie, dall'altra le conseguenze della distruzione della stazione Cigno, e quindi la storia dall'inizio della prima stagione presumendo dunque che il volo Oceanic 815 sia atterrato sano e salvo a Los Angeles.
Tali flash vengono detti "afterlife" (vita successiva): le relazioni, le paure e le emozioni sono molto simili a quelle della quinta stagione, ma ci sono alcune situazioni totalmente diverse rispetto alla realtà della stagione precedente (ad esempio Jack ha un figlio, David, non presente nella realtà delle prime cinque stagioni; la relazione tra Locke e Helen non è mai finita, ed altro).

### Jack Shephard
Jack Shephard (Matthew Fox), chirurgo, è a Sydney per ritrovare il padre, ex-chirurgo alcolizzato, che non si faceva vedere da parecchi giorni. In Australia Jack scopre che il padre è morto e imbarca il suo corpo in una bara nel vano bagagli dell'aereo della Oceanic per riportarlo a casa. Jack diventa di fatto il leader del gruppo, grazie alle sue capacità mediche e organizzative. Entra in conflitto sia con Sawyer, per la diversa politica sociale (Jack crede nel gruppo, mentre James crede che ognuno debba pensare per sé) e per l'amore che provano per la stessa donna, Kate, sia con Locke, per la diversa filosofia di vita (Jack è il cosiddetto uomo di scienza, mentre John crede nel destino e nella redenzione). Peraltro, malgrado il malanimo per Locke per via della morte di Boone, sarà Jack a cercare una soluzione pacifica quando Shannon, sorella del morto, cercherà di ucciderlo, salvandogli la vita. Jack non crede che l'isola li abbia fatti incontrare per un motivo, al contrario di Locke: questo diverso modo di vedere l'isola diventerà cruciale dopo la scoperta della stazione Cigno e del pulsante dei 108 minuti.
Dopo il ritrovamento dei sopravvissuti della sezione coda solidarizzerà con Ana Lucia - con cui si era trovato a simpatizzare prima della partenza - e farà in modo che lei si crei nuovi amici, ma il rapporto si spezza a causa del tradimento di Michael, che ucciderà Ana Lucia e lo consegnerà agli "Altri" insieme a Kate e Sawyer.
Durante la sua prigionia nel campo degli altri, Jack farà la conoscenza di Juliet, medico cui pare affidata la sua custodia, e verrà a conoscenza della vera identità di Ben e delle sue reali intenzioni, cioè farsi operare da Jack per salvarsi la vita.
Juliet si mostrerà d'aiuto verso di lui e Jack solidarizzerà fortemente con la donna, in particolare dopo aver visto Sawyer e Kate in un rapporto sessuale; nonostante il rancore verso entrambi, li aiuterà a fuggire tenendo prigioniero Ben; dopo la loro fuga, aiuterà Ben a curarsi, sia perché costretto sia perché è la sua stessa missione, spostandosi al campo base degli Altri, dove Kate e Locke tenteranno di farlo fuggire venendo però a loro volta catturati.
Con l'aiuto di Daniel, e grazie soprattutto al sacrificio di Charlie, insieme ai sopravvissuti rimasti e a Naomi il gruppo riuscirà a catturare Ben e a chiamare il cargo Kahana ma, prima che questo avvenga, Ben rivela che i membri di quell'equipaggio non sono quelli che sembrano. 
Jack e Locke si scontrano apertamente per le loro idee diverse riguardo al Cargo così il gruppo di sopravvissuti si divide seguendo l'uno o l'altro; dopo aver appreso dai membri dell'equipaggio del cargo le loro vere intenzioni, Jack cercherà di salvarsi insieme a molti dei sopravvissuti ma intanto il Cargo esplode e l'isola scompare, facendo rimanere lui, Kate, Sun, Hugo, Aaron e Sayid isolati. Salvati da Penny che era in cerca del marito, tuttavia decidono di nascondere la verità riguardo all'isola diventando i "Sei dell'Oceanic" (Oceanic Six).
Tre anni dopo, a seguito della morte di Locke, sia Jack che Ben decidono di riunire i Sei dell'Oceanic per ritornare sull'isola dai loro compagni. Dopo vari litigi e intrighi, Jack, Kate, Hugo, Sayid, Sun, Ben, il pilota Lapidus e Ilana si ritrovano sullo stesso aereo che, precipitando, li farà ritornare sull'isola, tuttavia in due epoche differenti.
Jack insieme a Hugo, Sayid e Kate torneranno indietro nel tempo, al periodo dell'operazione DHARMA; qui ritroveranno Sawyer, Juliet, Jin e Miles che hanno vissuto in quell'epoca per anni ma pur dopo i dissidi iniziali li aiuteranno ad infiltrarsi nell'operazione DHARMA; tuttavia dopo aver attentato alla vita del giovane Ben essi verranno scoperti.
Jack allora deciderà di far cambiare il futuro distruggendo la stazione Cigno prima che faccia precipitare l'aereo ma senza successo, visto che causeranno proprio "l'incidente che creò il pulsante" e inoltre Juliet viene uccisa.
Dopo l'incidente i rimanenti tornano nel loro presente, ma intanto l'Uomo in nero uccide Jacob e semina il caos negli Altri.
Jack e Claire si rincontrano come sorella e fratello tuttavia Claire, che si era sentita abbandonata ed era vendicativa e follemente ostile, dopo aver saputo il motivo del ritorno sull'isola di Jack, e colpita dal sacrificio di Jin, Sun, Sayid, Ilana, Bram, Dogen e Lennon e molti altri, si ravvedrà, mentre Jack deciderà di diventare il nuovo Jacob uccidendo l'Uomo in nero.
Morirà dopo aver fatto ritornare la luce nell'Isola.

### Kate Austen
Katherine Anne "Kate" Austen (Evangeline Lilly), una fuggitiva, si trovava sull'aereo in custodia a uno sceriffo che era riuscito ad arrestarla. Lui muore pochi giorni dopo lo schianto in seguito a una brutta ferita all'addome. Nel corso delle stagioni avrà diversi tira e molla con Jack e con Sawyer, ma alla fine dichiarerà il suo amore per Jack prima che i due si dicano addio per sempre. Nonostante ciò che l'attende sulla terraferma (l'arresto e un processo), fa di tutto per poter tornare a casa e ci riesce, decidendo di prendersi cura di Aaron, il figlio di Claire. Tuttavia dopo tre anni, decide di tornare sull'isola. Per farlo lascia Aaron alla madre biologica di Claire, nonché amante di Christian Shephard, (e padre di Claire). Sull'isola tornata nel 1977 insieme agli altri, salverà Ben bambino portandolo dagli "Altri", e aiuterà Jack a far esplodere la base Cigno, nel tentativo di cancellare l'incidente aereo del volo 815.

### James "Sawyer" Ford
James "Sawyer" Ford (Josh Holloway) è un truffatore di professione. Un certo Sawyer aveva ingannato sua madre quando lui era ancora piccolo truffandola. Il padre di James, scoperto l'amante della moglie, l'aveva uccisa e poi si era suicidato. Da grande James non ha fatto altro che diventare lo stesso truffatore che aveva causato l'omicidio-suicidio dei suoi genitori e così ne aveva preso il nome. A nove anni aveva scritto una lettera al fantomatico Sawyer, sperando un giorno di potergliela consegnare e vendicarsi di lui. Già dai primi episodi si nota l'attrazione che prova verso Kate, una dei sopravvissuti. Durante la sua permanenza nel Progetto Dharma acquisisce anche il nome di Jim LaFleur ed inizia una relazione stabile con Juliet Burke.

### Charlie Pace
Charlie Pace (Dominic Monaghan) è una ex rockstar, bassista e chitarrista dei DriveShaft, una band ormai sciolta. Charlie prima dello schianto era un tossicodipendente ma, grazie all'aiuto di Locke e Jack, riesce a far fronte alla sua astinenza e uscirne. Sull'isola Charlie riesce a capire quanto lui sia importante e impara ad avere fiducia in se stesso. Si innamora di Claire.
Lui e Claire si lasceranno più volte nel corso della storia ma alla fine ritorneranno insieme.
Nella terza stagione Desmond gli rivela di avere alcune visioni di lui che muore, e Charlie, sconvolto da tali rivelazioni, inizialmente farà di tutto per impedire che le visioni si avverino; quando però capisce che la sua morte servirà a salvare Claire e Aaron, si rassegna al suo destino.
Alla fine della terza stagione riceverà il messaggio di Penny che gli rivela che la nave dei presunti soccorritori non è sua, e farà in tempo ad avvertire Desmond del pericolo prima di morire annegato.

### Claire Littleton
Claire Littleton (Emilie de Ravin) è una ragazza australiana incinta. Il suo ragazzo la abbandona, e Claire prende in considerazione l'idea di dare il bambino in adozione. Recatasi da un cartomante, questi le dice di dover assolutamente crescere lei il bambino, altrimenti le conseguenze sarebbero state incontrollabili. Successivamente lo stesso la convince a prendere il volo 815 per dare in affidamento il bambino a una famiglia a Los Angeles. Il bambino nasce alla fine della prima stagione e, non avendo un nome, Charlie lo chiama simpaticamente “Testa di rapa”. Nell'ultimo episodio Claire decide di chiamarlo Aaron (cioè Aronne, nome dell'Antico Testamento).

### Aaron Littleton
Aaron Littleton (vari, William Blanchette) è il figlio di Claire e del suo fidanzato Thomas. È uno dei Sei della Oceanic, avendo lasciato l'isola con Kate che ha finto di essere sua madre. Kate lo affiderà alla madre di Claire, Carole Littleton.

### Sayid Jarrah
Sayid Jarrah (Naveen Andrews) prima del disastro era in servizio nella guardia repubblicana irachena come ufficiale addetto alle comunicazioni. Aveva il compito di interrogare i prigionieri e di farli parlare con qualsiasi mezzo, inclusa la tortura. Per poter ritrovare una donna, Nadia, di cui è innamorato, decide di accettare un lavoro per la CIA in Australia. Lì incontra un suo vecchio amico che è diventato un terrorista ed è coinvolto in un attentato. Sayid scopre che il suo amico è quello che dovrà farsi esplodere e inizialmente tenta di convincerlo a non farlo. La CIA vorrebbe invece che il piano proseguisse in modo da arrivare alla cellula e smantellarla. Quando Sayid rivela all'amico la sua vera identità, egli si suicida sparandosi alla gola. Sayid ritarderà di un giorno la sua partenza per Los Angeles per seppellire l'amico.
Dopo essere ritornati sulla terra ferma sarà uno dei sei della Oceanic e ritroverà Nadia che sposerà, ma la sua felicità sarà di breve durata, visto che poco dopo Nadia verrà uccisa dagli uomini di Widmore: per questo Sayid insieme a Ben incomincerà ad uccidere tutti gli uomini al suo servizio. In seguito verrà arrestato da Ilana, un'agente di polizia (in realtà per conto di Jacob), e si ritroverà nel volo Ajira che si schianterà sull'isola. A differenza di Ilana, Sun, Ben e Frank andrà nel passato insieme a Jack, Kate e Hurley che si insidieranno nel villaggio DHARMA. Quando Sayid vedrà il Ben piccolo gli sparerà per quello che farà da grande, poi successivamente scapperà.
Aiuterà Jack a cercare di cambiare il futuro, ma senza successo; verrà trafitto da un colpo d'arma da fuoco e morirà, per questo nella sesta stagione verrà portato al tempio dove però i tentativi di Dogen e Lennon sono vani, infatti non riescono a rianimarlo. All'improvviso però Sayid si risveglia, Dogen cerca di ucciderlo perché sa che dentro di lui si è insediato qualcosa di malvagio come è successo anche a Claire, per opera dell'Uomo in nero. Quando quest'ultimo attacca il tempio, Sayid si allea con lui uccidendo sia Dogen che Lennon e diventando un essere senza sentimenti e senza emozioni; continuerà ad eseguire i suoi ordini finché non gli dirà di uccidere Desmond, a quel punto infatti ritornerà in se stesso e aiuterà gli altri a scappare. Durante la fuga con il sottomarino si scopre della presenza a bordo di esplosivo C4 messo dall'Uomo in nero, per cui Sayid deciderà di sacrificarsi per i suoi amici per riscattarsi dal suo passato.

### Hugo "Hurley" Reyes
Hugo "Hurley" Reyes (Jorge Garcia) è uno sfortunato vincitore della lotteria, che stava viaggiando sull'Oceanic 815 per raggiungere la madre in America, in occasione del compleanno della donna. Da quando ha vinto un'enorme cifra alla lotteria, chiunque gli stia vicino prima o poi muore od è soggetto a catastrofi: il fast food dove lavorava viene colpito da un meteorite; la casa di sua madre brucia; suo nonno muore. Per questo, Hurley pensa che il disastro aereo sia causa sua. Tuttavia, lui si salva sempre dagli incidenti, perciò è fiducioso che non morirà sull'isola.

### John Locke
John Locke (Terry O'Quinn) è uno dei personaggi più misteriosi tra i sopravvissuti. Prima dello schianto era completamente paralizzato dalla vita in giù, ma arrivato sull'isola riacquista la mobilità. Questo è il caso più evidente delle redenzioni avvenute sull'isola. Secondo John infatti ognuno di loro è stato portato sull'isola per un motivo, per iniziare una nuova vita.
Per la sua fede nell’Isola e per rimanere su di essa sacrificherà diverse vite: nella prima stagione per colpa sua Boone morirà, mentre secondo Locke "è un sacrificio che l’Isola ha preteso". Nella seconda stagione, dopo aver scoperto la stazione Cigno, crederà che il suo destino sull'Isola sia premere il pulsante della stazione, ma si ricrede quando insieme a Mr. Eko scopre la stazione Perla, così incomincerà a non avere più fede nell'Isola e a credere che tutto quello che è successo nella stazione Cigno sia stato solo un esperimento, mentre in realtà non è così, per questo metterà in pericolo la vita di Charlie, Mr. Eko e Desmond.
Nella terza stagione diventerà per un po' il leader del gruppo di sopravvissuti, ma dopo essere stato catturato dagli “Altri” abbandonerà i sopravvissuti per diventare il Leader degli “Altri”, ma senza successo visto che Ben gli sparerà. Alla fine della stessa stagione ucciderà Naomi per impedire che il Cargo trovi l'Isola.
Nella quarta stagione dopo l'omicidio di Naomi verrà creduto pazzo da una parte dei sopravvissuti, ma quando Hurley si mette dalla sua parte e riferisce il messaggio di Charlie secondo il quale quelli del Cargo non sono chi dicono di essere, molte persone si uniranno a lui. Alla fine della stagione i membri del Cargo uccideranno la maggior parte delle persone che erano venute con lui tra cui Danielle, Karl e Alex, così Ben sposterà l'isola e Locke diventerà il capo indiscusso degli "Altri".
Nella quinta stagione si muove nel tempo insieme a Sayid, Sawyer, Juliet, Miles, Charlotte, Daniel e Jin per via "dello sgancio del tempo"; deciderà di spostare nuovamente l'Isola ed andare a cercare quelli che se ne sono andati per farli tornare, ma tornato sulla terraferma e dopo varie delusioni verrà ucciso da Ben.
Quando i ragazzi lo portano sull’Isola sembra essere resuscitato ma in realtà è "la Nemesi di Jacob".

### Boone Carlyle
Boone Carlyle (Ian Somerhalder) è uno dei sopravvissuti della sezione centrale del volo 815 ed è il fratellastro di Shannon.
Nei flashback viene mostrato che Boone è innamorato di Shannon e spesso l'ha salvata dai suoi rapporti sentimentali auto-distruttivi.
Sull'Isola instaura presto un rapporto di grande amicizia con Locke che segue nelle sue esplorazioni e nella caccia.
Proprio le avventure con il suo nuovo amico lo condurranno alla morte: dopo aver trovato l'aeroplano dei narcotrafficanti, rimarrà gravemente ferito in seguito alla caduta accidentale del velivolo.
Dopo la sua morte, Locke lo descrive come un "sacrificio che l'Isola ha preteso".
Apparirà nella seconda stagione in un ricordo di Shannon, e nella terza stagione in una visione di Locke in cui gli dirà di rimediare ai propri errori salvando Mr. Eko.

### Shannon Rutherford
Shannon Rutherford (Maggie Grace) è una dei sopravvissuti della sezione centrale del volo 815 della Oceanic Airlines, nonché sorellastra di Boone con il quale litiga spesso.
Shannon diventa insegnante di danza all'età di 18 anni, insieme alla sua migliore amica Nora; dopo la morte del padre Adam la ragazza rimane devastata. Shannon comunque crede che il padre le abbia lasciato una parte di eredità, mentre invece scopre che in realtà tutto il patrimonio era intestato alla sua matrigna, Sabrina, e che questa non ha nessuna intenzione di aiutarla. La ragazza si trova così senza un soldo ed è costretta a rinunciare al suo sogno di diventare una ballerina: furiosa, inizia quindi a truffare abitualmente sia Sabrina che Boone.
Shannon è spesso estremamente egoista ma instaura una relazione romantica con Sayid e cambia un po' il suo carattere. Shannon sopravvive sull'Isola per 48 giorni prima di venire accidentalmente uccisa colpita da un colpo di pistola da Ana Lucia Cortez.

### Michael Dawson e Walt Lloyd
Michael Dawson (Harold Perrineau Jr.) è il padre di Walter "Walt" Lloyd (Malcolm David Kelley). La madre di Walt lasciò Michael quando era incinta e si trasferì ad Amsterdam. Non volle mai che il padre vedesse Walt e perciò solo in seguito alla sua morte il bambino riuscì a conoscere il padre. I due si conoscono da poco e non riescono a comunicare. Walt non considera Michael suo padre e quest'ultimo fa molta fatica a tenerlo a bada. Con loro sull'Isola c'è anche Vincent, il cane di Walt. Il ragazzino stringe un forte rapporto con Locke, che capisce che egli è speciale.
Alla fine della prima stagione Michael e Walt insieme a Sawyer e Jin tenteranno di lasciare l'Isola a bordo di una zattera, ma verranno intercettati dagli “Altri” che faranno esplodere la zattera e rapiranno Walt.
Nella seconda stagione appariranno poche volte; Walt apparirà solo in alcuni visioni di Shannon, mentre Michael dopo essere ritornato sull'Isola andrà a cercare suo figlio, tornando alla fine della stessa stagione.
Si scoprirà che quando era via ha fatto un patto con gli “Altri”: per riavere suo figlio deve liberare Ben e portare loro Jack, Kate, Hurley e Sawyer. Le cose non vanno tuttavia come previsto, infatti mentre l'uomo libera Ben, uccide Ana Lucia che stava di guardia e Libby che aveva assistito alla morte dell'amica, inoltre prima che Hurley, Jack, Kate e Sawyer cadano in trappola, Michael rivela quello che ha fatto; subito dopo il gruppo viene catturato dagli “Altri” e Michael riesce a ricongiungersi con Walt e a lasciare l'Isola insieme a lui, non rivelando mai quello che è successo laggiù.
Da qui in poi le loro storie si dividono: Walt dopo aver saputo ciò che ha fatto il padre decide di non incontrarlo più e va a vivere dalla nonna.
Michael invece devastato per aver perso Walt decide di suicidarsi senza successo, ma viene arruolato nelle forze di Ben, convincendolo ad infiltrarsi sul cargo Kahana per distruggerlo, ma dopo aver incontrato Sayid e Desmond deciderà di aiutarli.
Cercherà di salvare il Cargo dalla pazzia di Keamy ma senza successo, poiché verrà ucciso insieme a tutti quelli che stavano sul Cargo dal C4.

### Sun e Jin Kwon
I coniugi coreani Sun-Hwa Kwon (Yunjin Kim) e Jin-Soo Kwon (Daniel Dae Kim), chiamati semplicemente Sun e Jin, prima dello schianto erano in profonda crisi matrimoniale. Lui, che per sposarla ha accettato un lavoro poco pulito dal padre di lei, è diventato un gangster. Nascondendolo alla moglie, che aveva sempre più sospetti su quello di cui davvero si occupava, l'ha spinta a lasciarlo. Sun infatti aveva deciso di prendere lezioni di inglese senza dirlo al marito e di abbandonarlo fuggendo in America. Mentre sono all'aeroporto però Jin fa un gesto d'amore verso di lei, e la donna capisce di amarlo ancora, così decide di non lasciarlo e i due prendono lo stesso aereo. Una volta sull'Isola Sun continua a nascondere al marito il fatto che conosca l'inglese, ma alla fine la verità viene a galla. Riescono a riappacificarsi solo nell'ultimo episodio della prima stagione. Durante la loro storia avevano dovuto affrontare molte difficoltà: avevano cercato di avere un figlio ma senza successo, e quando i tentativi erano diventati delusioni si erano rivolti ad un medico, che aveva detto loro che Sun era sterile. Tuttavia si scoprirà che quello sterile è in realtà Jin, e che il medico aveva mentito per paura di come avrebbe reagito l'uomo. Sun inoltre aveva tradito Jin, perché da quando lui aveva iniziato a lavorare per il suocero era cambiato e si era allontanato da lei.
Sull’Isola il loro rapporto diventa più passionale e Sun scopre di essere incinta, nonostante quello che aveva detto il medico sul fatto che Jin fosse sterile.
A causa di alcune vicende Sun e Jin si dividono: la prima diventerà una dei Sei della Oceanic e partorirà sua figlia lontano dall’Isola, dove ritornerà solo alla metà della quinta stagione; Jin invece dopo vari sbalzi nel tempo trascorrerà un periodo negli anni '70 lavorando al progetto DHARMA.
I due si riuniranno solo nella sesta stagione prima della battaglia decisiva contro l'Uomo in Nero. Insieme agli altri cercheranno di fuggire dal Falso Locke, così prenderanno un sottomarino che è in realtà una trappola dell'Uomo in nero, e i due morranno insieme tenendosi per mano.

### Rose
Rose Henderson (L. Scott Caldwell) è una donna di colore sulla cinquantina sopravvissuta alla schianto nella sezione centrale. Nella prima stagione parla spesso di suo marito, Bernard Hadler (Sam Anderson) che sull'aereo si trovava nella sezione di coda solo al momento dello schianto, dicendo di credere essere ancora vivo. Rose soffre di cancro, ma sull'Isola mostra segni di guarigione. Bernard era un dentista. Spariscono di scena nella quarta stagione per poi apparire durante la quinta e la sesta come guest-star: dopo gli spostamenti temporali dell'isola, i due si erano costruiti una capanna nella giungla dove volevano vivere senza intervenire negli eventi dell'Isola. Con loro vive Vincent, il cane di Walt.

### Nikki e Paulo
Nikki Fernandez (Kiele Sanchez) e Paulo (Rodrigo Santoro), una coppia di sfondo di sopravvissuti. Appariranno nella terza stagione dove in vari flashback si vedrà che in realtà avevano scoperto prima degli altri la stazione Perla e l'aereo dove era morto Boone.
Si trovano sul volo 815 perché, truffatori professionisti, si erano fatti ingaggiare l'una come attrice, l'altro come cuoco del regista di un telefilm, Zukerman: Nikki era infatti riuscita a sedurlo e a convincerlo di amarlo, dando la possibilità a Paulo stesso di farsi assumere come cuoco e poi di avvelenare il regista, quindi derubandolo.
Una volta precipitati, il primo pensiero dei due è di rintracciare i diamanti che hanno rubato: li ritrova Paulo che però, non volendo che la donna lo tradisca o lo abbandoni dopo averli riottenuti, le nasconde la scoperta: Nikki se ne vendica lanciandogli addosso un ragno Medusa, il cui morso paralizza per alcune ore provocando una sorta di morte apparente, ma ne è ugualmente colpita. Riesce a raggiungere la spiaggia, dove Sawyer e Hurley stanno giocando a ping-pong. I due vedono la donna cadere a terra, la credono morta e con il gruppo iniziano un'indagine per capire chi o cosa l'abbia uccisa: tutti riconducono l'uccisione al mostro. Poi viene rinvenuto anche Paulo, nella medesima condizione. Non trovando una soluzione all'enigma e credendoli morti, i sopravvissuti li seppelliscono. Sawyer, trovando i diamanti, ricostruisce che tra loro c'era stata una disputa causata dai gioielli, che vengono seppelliti insieme ai due truffatori, in stato di morte apparente e ancora vivi.
Nell'episodio della sesta stagione Dottor Linus, Nikki e Paulo vengono citati da Miles che, ad un tentativo di corruzione di Benjamin, risponde: «Che me ne faccio dei tuoi soldi quando là sotto c'è una coppia di scemi, Nikki e Paulo, che sono stati sepolti vivi con 8 milioni di dollari in diamanti?!»
I due personaggi hanno riscosso uno scarso successo di pubblico e critica, in quanto considerati inutili ai fini della trama: il proposito degli autori era stato di colmare il vuoto narrativo sui superstiti ulteriori, rispetto ai protagonisti, tuttavia gli stessi sceneggiatori hanno ammesso di non sapere come impiegarli. A ribadire tale marginalità, i due personaggi non compaiono nella Chiesa nella scena finale dell'ultimissimo episodio della serie, in più senza un'apparente motivazione.

### Leslie Artz
Il dr. Leslie Arzt (Daniel Roebuck) era uno dei sopravvissuti, professore di scienze alle medie. Accompagna Jack, Kate, Locke, Hurley e la Rousseau alla Roccia Nera per prelevare della dinamite, ma rimane ucciso dallo scoppio di un candelotto.

### Edward Mars
Edward Mars (Fredric Lehne) era lo sceriffo che teneva in custodia Kate sull'aereo. Rimasto ferito gravemente, Jack tenta di salvarlo ma ormai non c'è più nulla da fare. Muore dopo pochi giorni.

### Neil "Frogurt"
Neil detto Frogurt (Sean Whalen) era uno dei sopravvissuti della sezione centrale del volo Oceanic 815. Non si sa molto della sua vita prima di raggiungere l'isola. Dalle parole di Bernard nell'episodio S.O.S. e dal suo soprannome si capisce che la sua occupazione riguardasse la produzione di yogurt gelato. Muore in un episodio della quinta stagione, colpito da una raffica di frecce infuocate scoccate dagli Altri.

### Seth Norris
Seth Norris (Greg Grunberg) era il pilota del volo Oceanic 815 e l'unico sopravvissuto della sezione del muso. Sopravvive all'impatto, ma viene ucciso dal mostro nella prima puntata.

### Galleria d'immagini

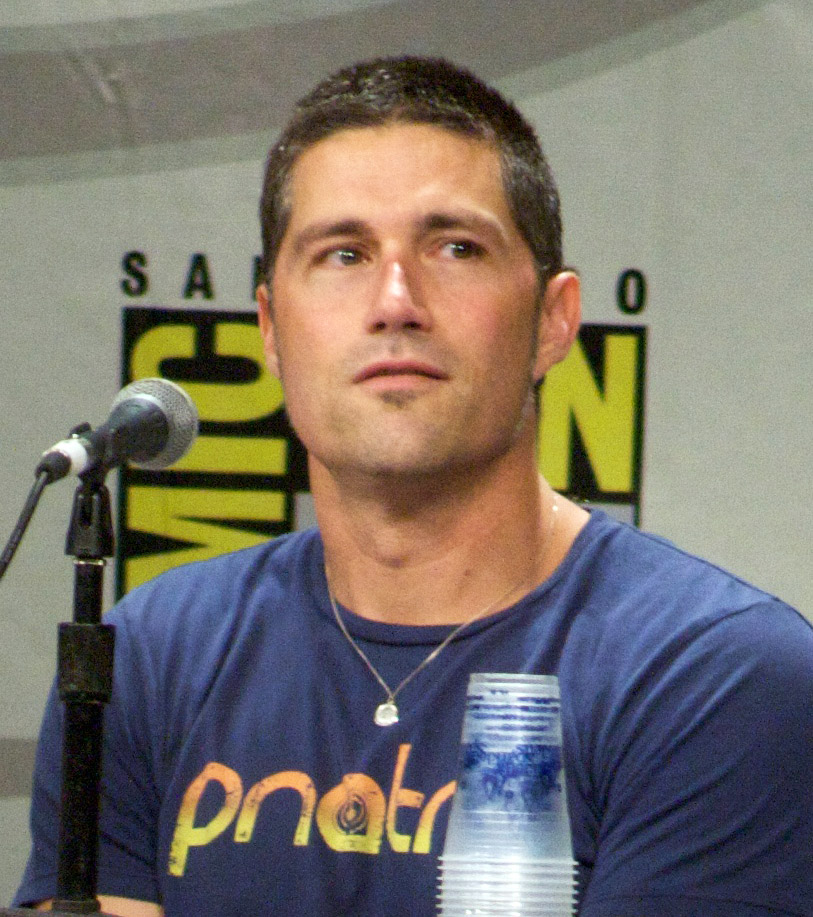
Matthew Fox interpreta Jack Shephard
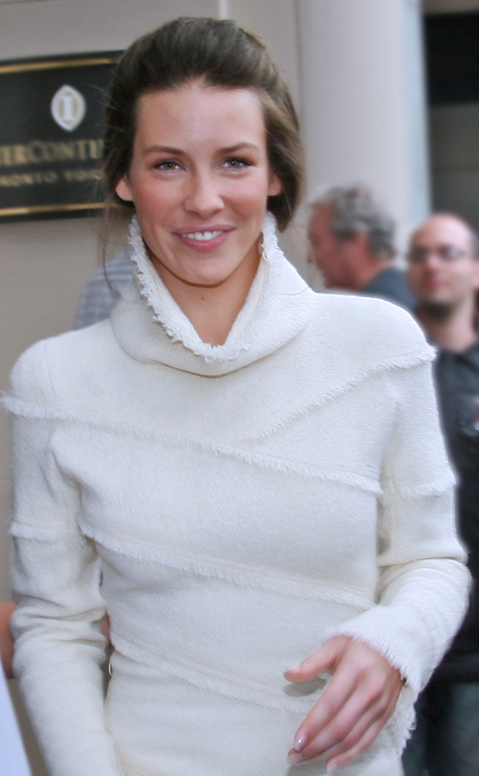
Evangeline Lilly interpreta Kate Austen
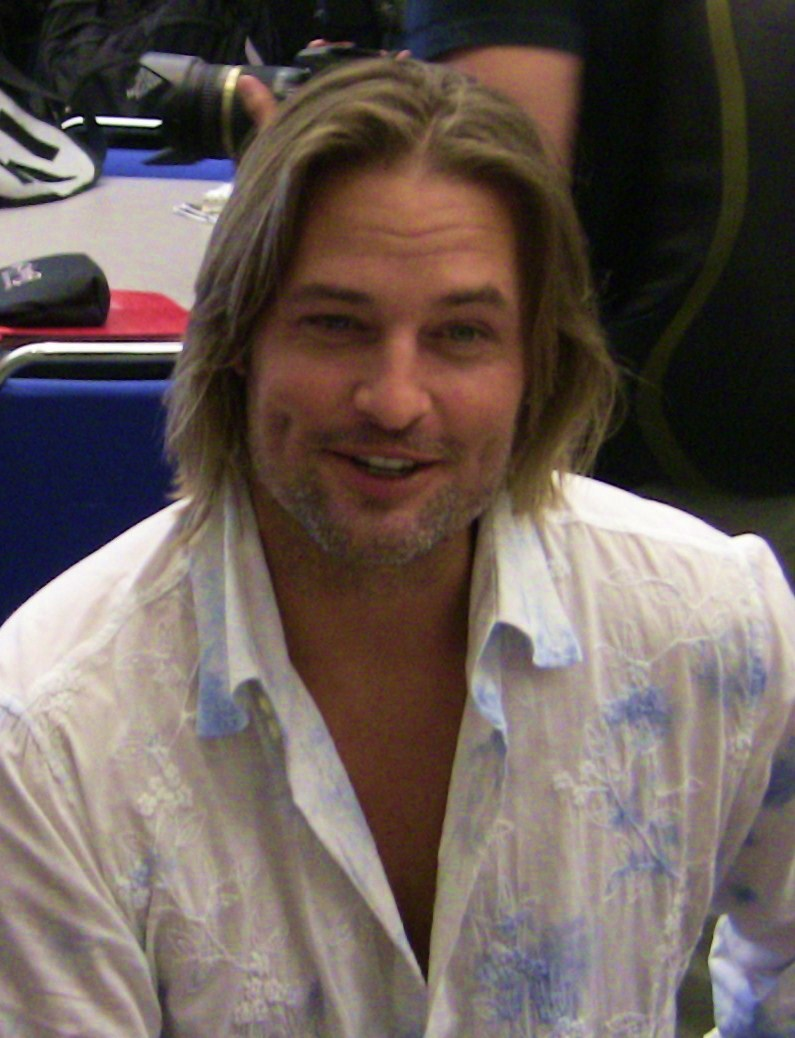
Josh Holloway interpreta James Ford
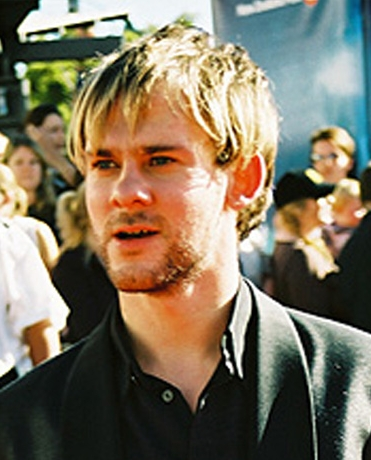
Dominic Monaghan interpreta Charlie Pace
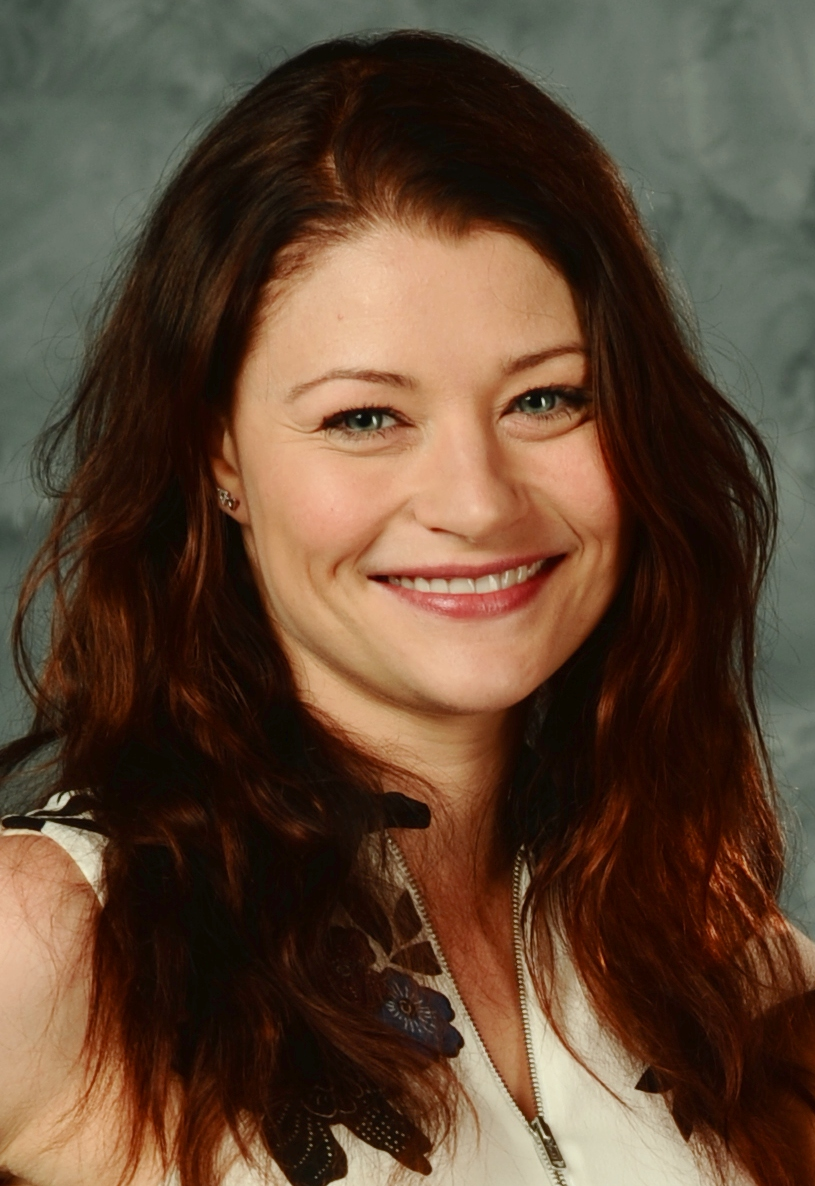
Emilie de Ravin interpreta Claire Littleton
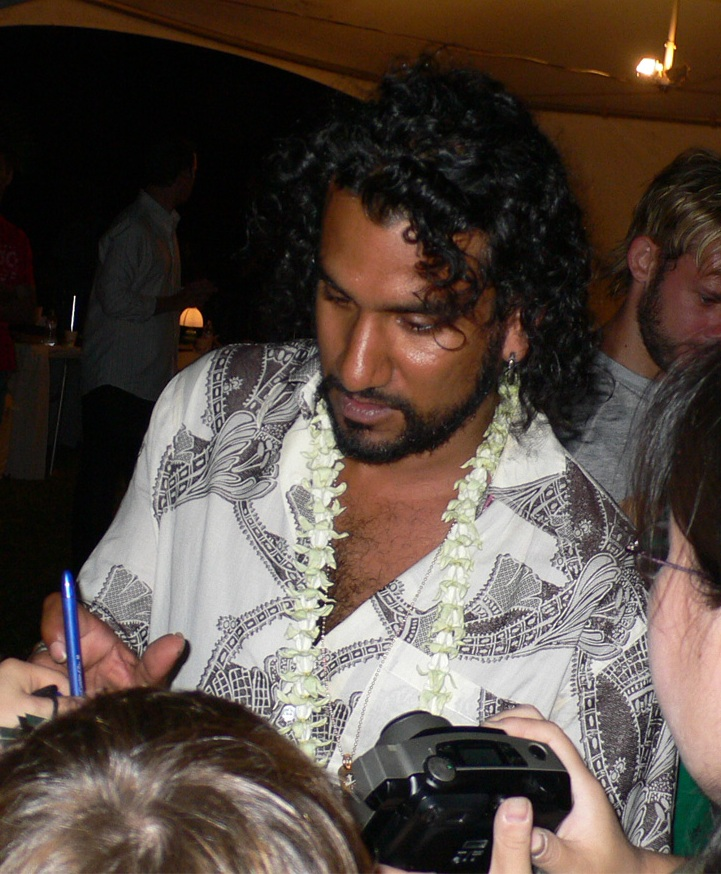
Naveen Andrews interpreta Sayid Jarrah
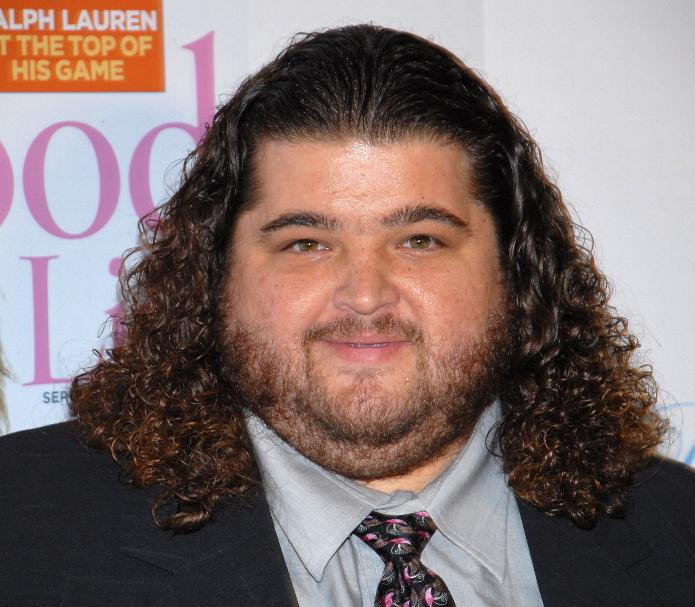
Jorge Garcia interpreta Hugo Reyes
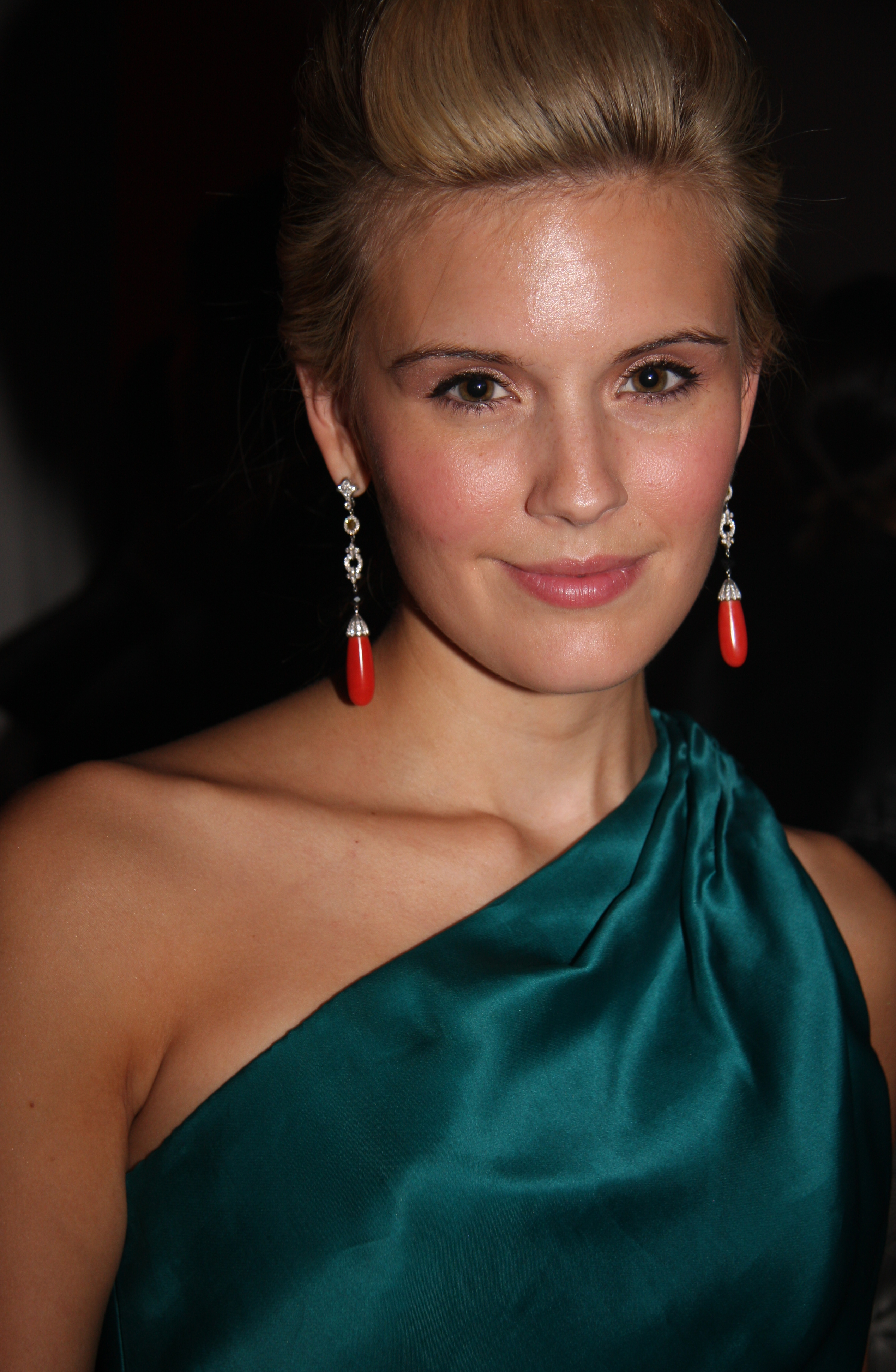
Maggie Grace interpreta Shannon Rutherford
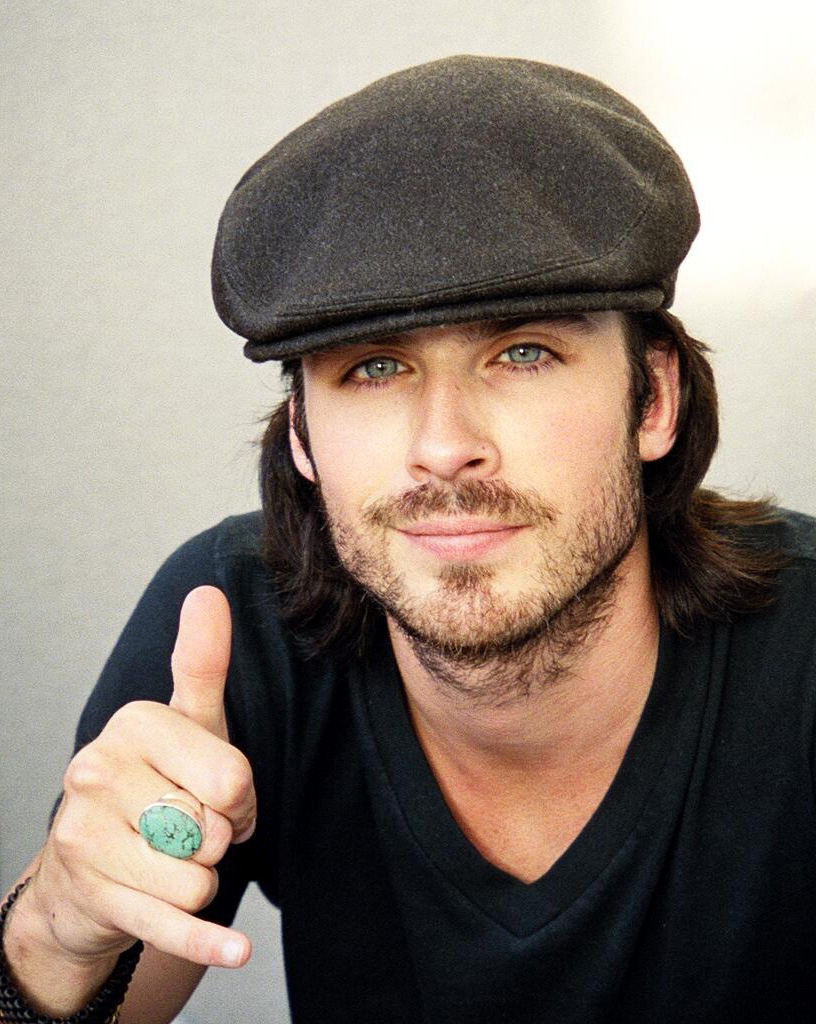
Ian Somerhalder interpreta Boone Carlyle
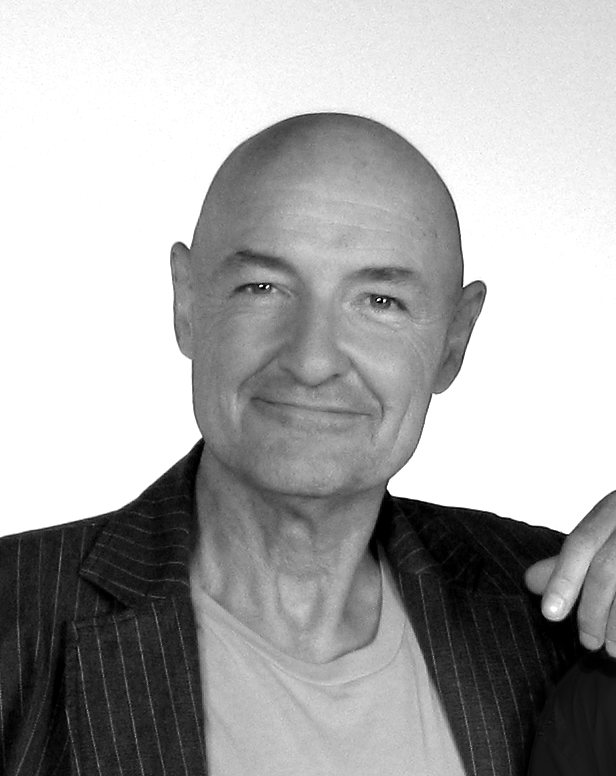
Terry O'Quinn interpreta John Locke
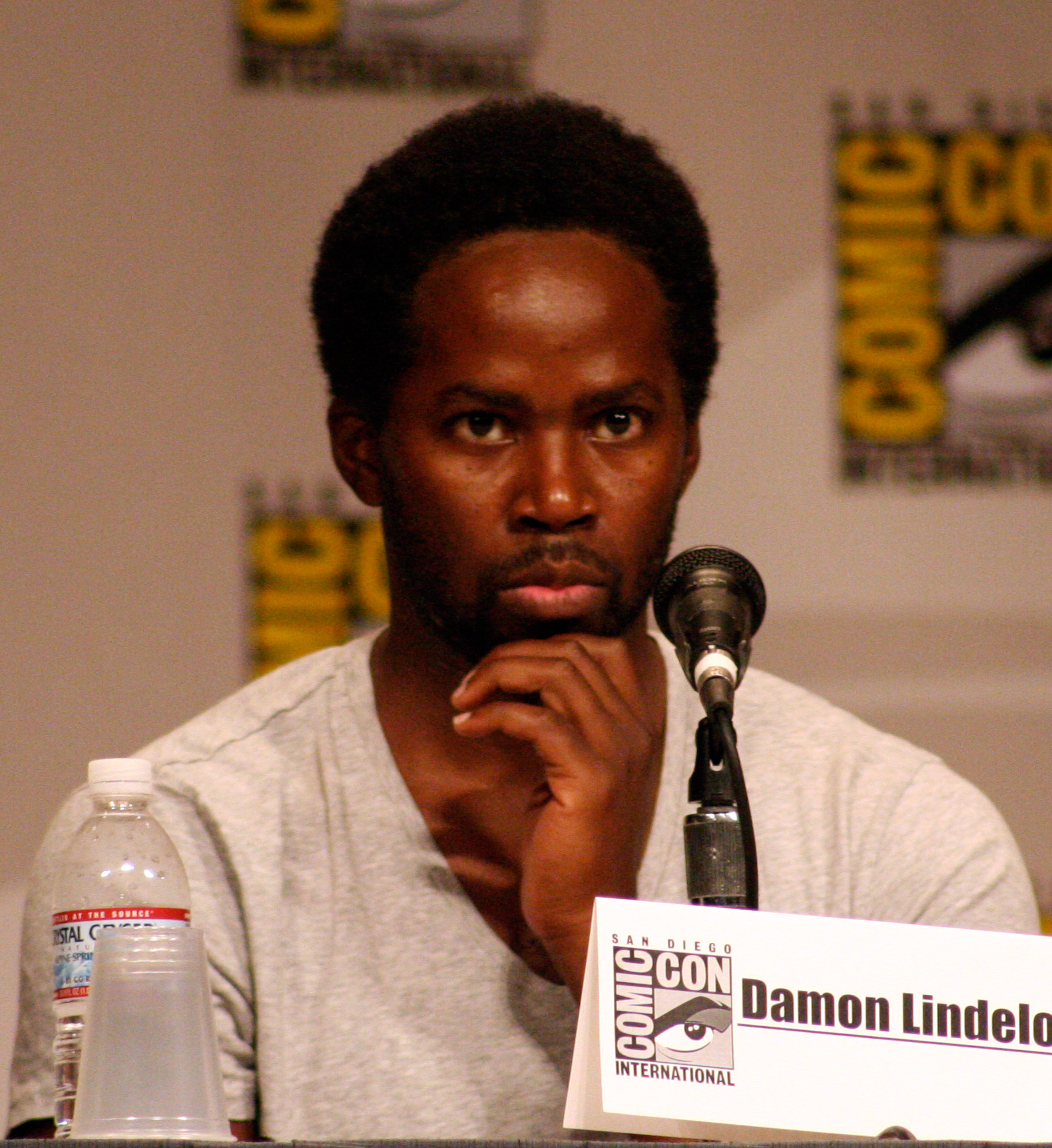
Harold Perrineau Jr. interpreta Michael Dawson
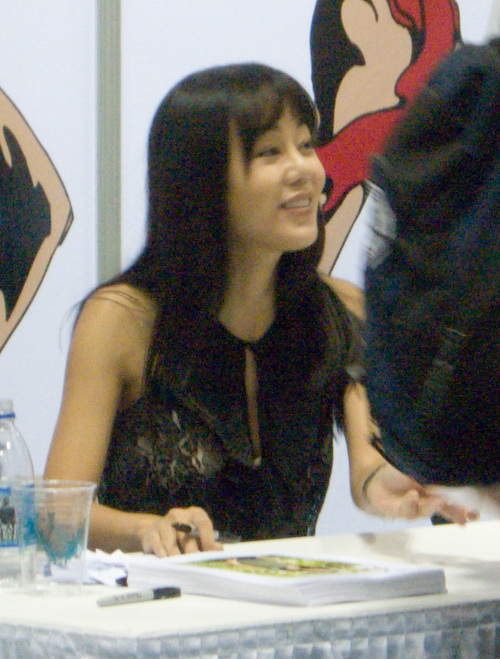
Yunjin Kim interpreta Sun-Hwa Kwon
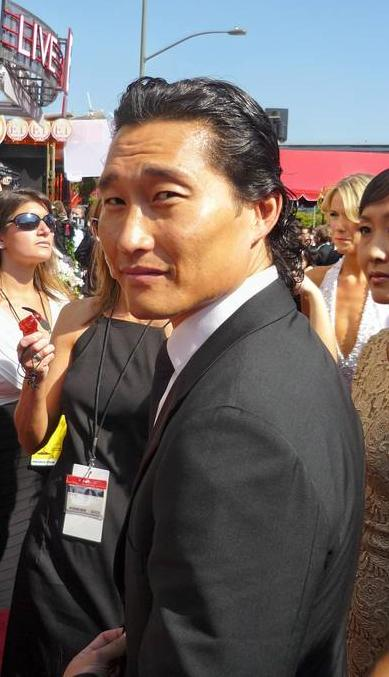
Daniel Dae Kim interpreta Jin-Soo Kwon
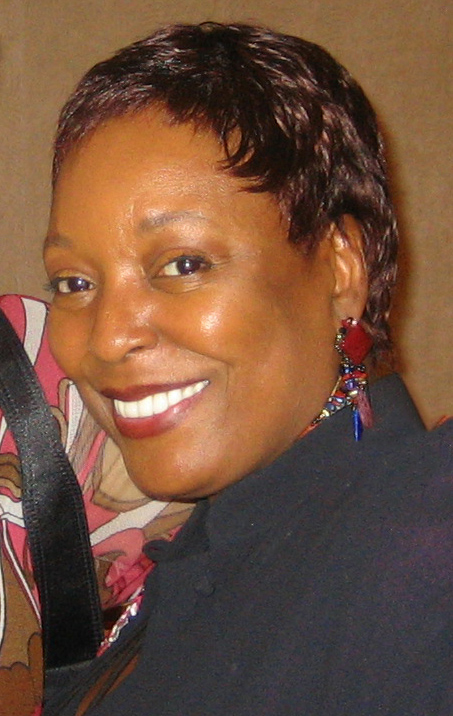
L. Scott Caldwell interpreta Rose Henderson
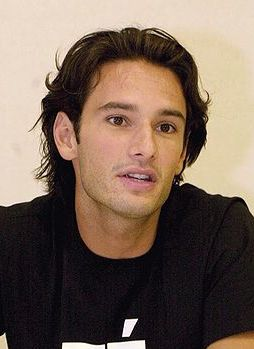
Rodrigo Santoro interpreta Paulo
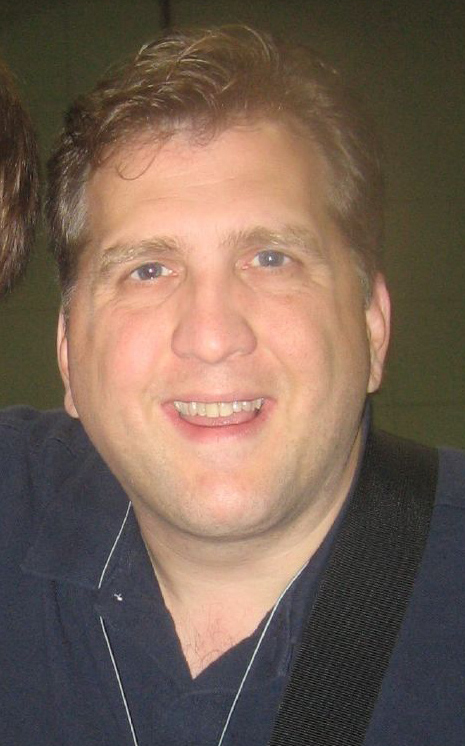
Daniel Roebuck interpreta Leslie Artz
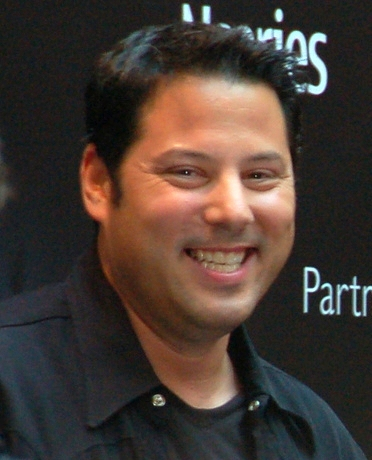
Greg Grunberg interpreta Seth Norris

## Sopravvissuti della sezione di coda del volo Oceanic 815
Conosciamo i sopravvissuti della sezione di coda del volo Oceanic 815 durante la seconda stagione, molti dei quali muoiono o vengono rapiti dagli Altri prima del loro incontro con Jin, Michael e Sawyer.

### Ana Lucia Cortez
Ana Lucia Cortez (Michelle Rodriguez, già apparsa in un flashback nella prima stagione), è un'agente di sicurezza aeroportuale ed ex ufficiale di polizia. È una dei sopravvissuti della sezione di coda dell'aereo Oceanic 815 e ne è il capo. Uccide involontariamente Shannon, credendola una degli Altri. Dopo l'accaduto l'unico a parlarle è Jack, ma dopo un po' farà amicizia anche con Sun, Jin e altri. Nei vari flashback si vedrà il suo difficile rapporto con la madre, che è anche il suo superiore. Si vede inoltre che un malvivente di nome Jason le aveva sparato mentre era in servizio, facendole perdere il bambino che portava in grembo. L'uomo viene arrestato, ma durante l'identificazione Ana Lucia finge di non riconoscerlo perché vuole che venga rilasciato in modo da poter compiere la sua vendetta personale: va infatti a cercarlo e lo uccide. Prima di finire sull'isola aveva accompagnato Christian Shephard (il padre di Jack) a Sydney, facendogli da guardia del corpo. Sarà uccisa da Michael alla fine della seconda stagione, per riuscire a far scappare Ben.

### Mr. Eko
Mr. Eko (Adewale Akinnuoye-Agbaje), un falso sacerdote cattolico nigeriano con un passato da criminale e trafficante di droga. È uno dei sopravvissuti della sezione di coda dell'aereo Oceanic 815. In passato aveva usato suo fratello Yemi, un sacerdote, per far passare la droga oltre il confine, ma era stato scoperto provocando la morte di Yemi. Dopo la morte del fratello si finge un prete e ne prende il posto.
È molto legato ad Ana Lucia che apparirà in una sua visione alla fine della seconda stagione, comprende l'importanza di immettere i Numeri e di premere il pulsante della Stazione Cigno a tal punto da prendere il posto di Locke.
All'inizio della terza stagione sarà disperso per via della distruzione della Stazione Cigno, ma anche se verrà salvato da Locke, morirà poco dopo ucciso dalla Bestia.

### Bernard Nadler
Bernard Nadler (Sam Anderson) è uno dei sopravvissuti nella sezione di coda. È il marito di Rose e faceva il dentista.

### Libby Smith
Elizabeth "Libby" Smith (Cynthia Watros), una psicologa: in un flashback si capirà che in passato era ricoverata nello stesso istituto psichiatrico di Hurley. È una dei sopravvissuti della sezione di coda del volo Oceanic 815. Si innamorerà di Hurley ma verrà uccisa da Michael, poiché lo aveva visto uccidere Ana Lucia per fare scappare Ben.

### Cindy Chandler
Cindy Chandler (Kimberley Joseph) viene rapita dagli Altri e vive nella loro comunità. Era un'assistente di volo a bordo del 777 della Oceanic.

### Galleria d'immagini

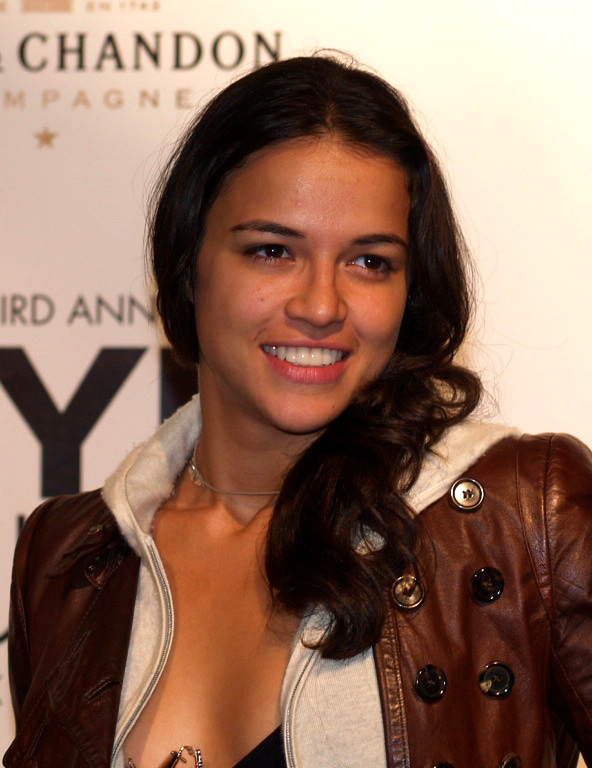
Michelle Rodriguez interpreta Ana Lucia Cortez
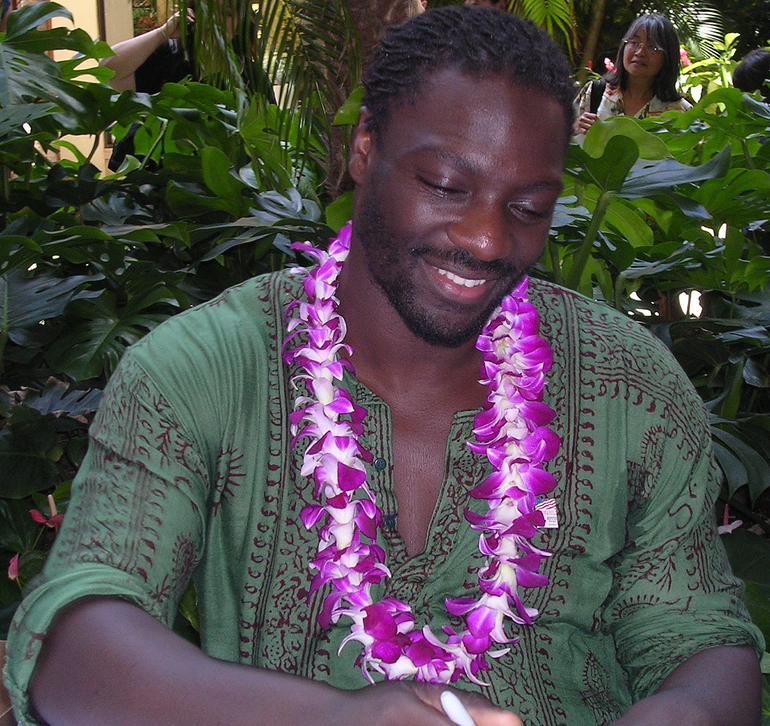
Adewale Akinnuoye-Agbaje interpreta Mr. Eko
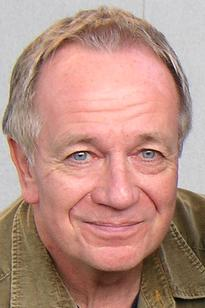
Sam Anderson interpreta Bernard Nadler
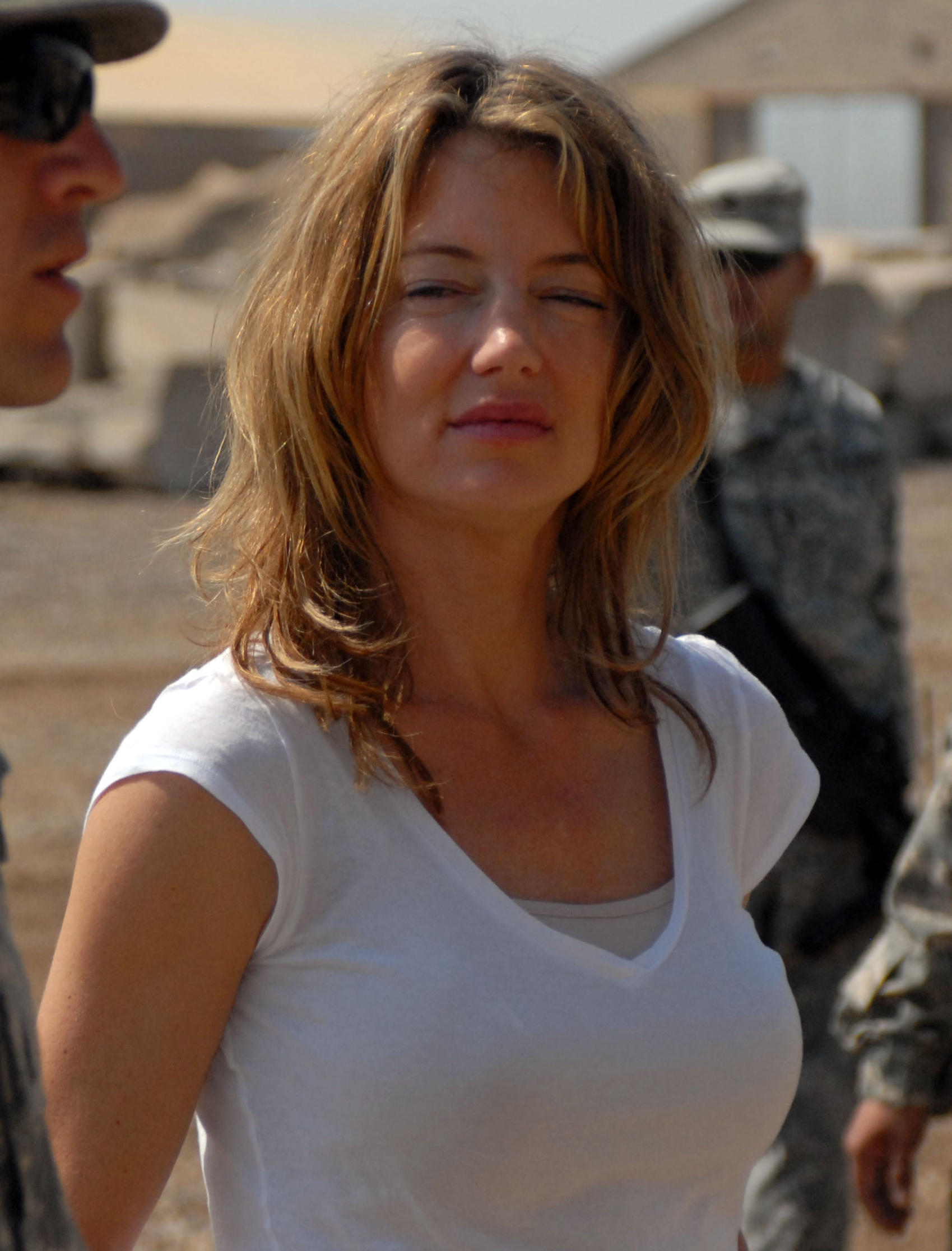
Cynthia Watros interpreta Libby Smith

## Abitanti dell'isola prima dell'incidente aereo

### Danielle Rousseau
Danielle Rousseau (Mira Furlan) è una donna francese presente sull'isola prima dello schianto del volo 815. Arrivò, incinta di sua figlia, sull'isola 16 anni prima, con una spedizione scientifica. Racconta a Sayid che i suoi compagni sono tutti morti e che gli Altri hanno rapito sua figlia, Alex. Registrò un messaggio di aiuto in lingua francese alla torre radio dell'isola. Nella terza stagione riesce a ricongiungersi con Alex. Muore alla fine della quarta stagione, davanti agli occhi di quest'ultima.

### Desmond Hume
Desmond David Hume (Henry Ian Cusick), un ex-soldato scozzese trovato da Jack, John e Kate all'apertura della botola. Ha una fidanzata che ha abbandonato ma che ama moltissimo, Penny, la quale lo sta cercando da più di tre anni. Si unisce al gruppo dei sopravvissuti. Come si chiarisce nelle ultime due stagioni della serie, Desmond ha una particolare invulnerabilità alle emissioni di energia elettromagnetica dell'Isola.

### Jacob
Jacob (Mark Pellegrino) è un misterioso personaggio residente sull'isola. A detta di Ben, soltanto lui può vederlo e parlarci. Ben sostiene che Jacob sia il suo capo, dal quale prende gli ordini. Jacob, a detta di Ben, vive in una capanna che sembra "spostarsi" misteriosamente da una parte all'altra dell'isola. In realtà, si scopre nella quinta stagione che vive sotto il piede della statua di Tueret. Nessuno l'ha mai visto, nemmeno quando anche Locke e Hurley sono riusciti a "sentirlo". Nel finale della quinta stagione, si è dato un volto a questo personaggio: Jacob si vede in numerosi flashback, nei quali si scopre che in passato aveva fatto visita a parte dei personaggi principali (fra cui Jack, Kate, Sawyer, Locke, Hurley, Jin e Sun).
Morirà ucciso dal falso Locke e da Ben, prima di morire sussurra le parole "stanno arrivando".

### Nemesi di Jacob
La Nemesi di Jacob (Titus Welliver), conosciuta anche come "L'uomo in nero", di cui non si conosce il nome, si trovava sull'isola con Jacob in tempi molto antichi e gli promise di trovare un modo per ucciderlo. Si scopre nella sesta stagione che è il fratello di Jacob e che è lui il mostro di fumo (o "fumo nero").

### Gli Altri

#### Benjamin Linus
Benjamin "Ben" Linus (Michael Emerson), è il capo degli Altri, anche se sostiene di ricevere ordini da Jacob. Si ammala di tumore alla spina dorsale e si fa guarire da Jack. È un personaggio spesso doppiogiochista, bugiardo e manipolatore. La sua abilità consiste nel far fare agli altri azioni facendo loro credere che sia una loro idea. Ha adottato Alex dopo averla rapita alla Rousseau. Non è nato sull'isola ma ci è arrivato con suo padre, come inserviente del Progetto Dharma. Successivamente ha ucciso tutti i suoi compagni nella purga (lanciando un gas letale) e si è unito al gruppo degli Altri, diventandone il capo.

#### Juliet Burke
Juliet Burke (Elizabeth Mitchell) è un medico della fertilità. Viene portata sull'isola per risolvere il problema delle donne incinte (che sull'isola muoiono misteriosamente). Successivamente si unirà al gruppo di Jack, di cui si innamorerà. In seguito, quando Jack se ne va dall'isola, lei e James a causa di un salto temporale si ritrovano a vivere negli anni '70: i due si innamoreranno e avranno una lunga relazione. Quando Jack tornerà nell'isola insieme a Kate e agli altri che se ne erano andati, finendo nello stesso tempo di Juliet e James, le cose precipitano: nel progetto DHARMA iniziano a dubitare di loro, e infine vengono smascherati. Alla fine della quinta stagione Juliet deciderà di aiutare Jack a cambiare il futuro, per fare in modo che l'incidente del volo Oceanic 815 non avvenga. Nella sesta stagione a causa dello scoppio della bomba morirà tra le braccia di Sawyer.

#### Mikhail Bakunin
Mikhail Bakunin (Andrew Divoff), un russo facente parte degli Altri, lavora per conto di Ben alla stazione Fiamma.
Ingannerà Kate, Locke e Sayid ma verrà smascherato e catturato.
Per provare che quello che dice è vero, Locke lo butta nello scudo di difesa della base facendolo apparentemente morire.
Si scoprirà che ancora vivo è ritornerà nel campo degli Altri.
Alla fine della terza stagione dubiterà di Ben, ma solo per qualche momento poi come richiesto da lui ucciderà Gretchel (una delle guardiane della stazione Specchio) e cercherà di uccidere anche Bonny; verrà colpito al cuore da Desmond, riuscendo però ancora una volta a sopravvivere. Si suiciderà per fare in modo che Charlie non parli con Penny.

#### Richard Alpert
Richard Alpert (Nestor Carbonell) è uno degli Altri. Senz'altro uno dei personaggi più misteriosi della serie, sembra vivere sull'Isola da moltissimo tempo. Nella sesta stagione della serie si scopre essere sbarcato sull'isola con la Roccia Nera, la nave affondata nel XIX secolo, di cui era membro dell'equipaggio nel ruolo di schiavo. Riceve il "tocco" da Jacob e diviene immortale, offrendo in cambio il suo aiuto come consigliere.

#### Alexandra Rousseau
Alexandra "Alex" Rousseau Linus (Tania Raymonde), già apparsa nella seconda stagione, è la figlia biologica della Rousseau. Nata sull'isola, fu rapita dagli Altri poco dopo. Pensa di essere la figlia di Ben, che l'ha adottata dopo averla rapita. Ha un fidanzato, anch'egli nel gruppo degli Altri, Karl. Entrambi sembrano essere più buoni e più altruisti degli altri del loro gruppo. Viene uccisa a sangue freddo da Keamy.

#### Tom
Tom (M.C. Gainey) è un membro degli Altri. È l'uomo che ha rapito Walt e che, in seguito, è diventato una sorta di portavoce non ufficiale degli Altri.
Nella terza stagione catturerà Sayid, Bernand e Jin, ma quando Ben gli richiede di ucciderli lui finge di averlo fatto, poiché come gli altri suoi amici non si fida di Ben.
In un flashback di Michael si scoprirà che è omosessuale.
Verrà ucciso da Sawyer, come vendetta per il rapimento di Walt.

#### Ethan Rom
Ethan Rom (William Mapother) si infiltra nel gruppo dei sopravvissuti della sezione centrale poco dopo l'impatto. Rapisce Claire e tenta di uccidere Charlie, prontamente salvato da Jack. Viene ucciso da Charlie. Era il chirurgo degli Altri.

#### Lennon
Lennon  è un altro dei guardiani del tempio, sembra essere una specie di consigliere e traduttore per Dogen.
Vedrà Sayid uccidere Dogen, per questo verrà sgozzato.

#### Goodwin Stanhope
Goodwin (Brett Cullen) si infiltra nel gruppo dei sopravvissuti della sezione di coda, ma viene scoperto da Ana-Lucia, che lo uccide. Aveva una relazione adulterina con Juliet.

#### Danny Pickett
Danny Pickett (Michael Bowen) era sposato con Colleen. Era supervisore alla cava. Tenta di uccidere sia Kate che Sawyer durante la loro fuga, così Juliet lo uccide.

#### Colleen Pickett
Colleen Pickett (Paula Malcomson) era la moglie di Danny. Viene uccisa da Sun.

#### Karl Martin
Karl Martin (Blake Bashoff) era il fidanzato di Alex, avverte i Losties dell'arrivo degli Altri. Viene ucciso dagli uomini del cargo.

#### Dogen
Dogen (Hiroyuki Sanada). È il guardiano del tempio, secondo Lennon è proprio lui a non far entrare l'Uomo in nero, inoltre conosce alla perfezione l'inglese però parla in giapponese perché dice che l'inglese "gli lascia un cattivo gusto in bocca".
In passato, a causa di un incidente stradale causato da lui, suo figlio rimane ucciso. Successivamente verrà accolto nell'isola da Jacob.
Cercherà di uccidere Sayid perché secondo lui è stato "infettato" da qualcosa di oscuro, ovvero la malattia di cui Danielle aveva parlato nella prima stagione.
Verrà ucciso da Sayid tenendo in mano una palla di baseball che apparteneva a suo figlio.

#### Bea Klugh
Bea Klugh (April Grace) viene incontrata per la prima volta nella serie da Michael, una volta catturato dagli Altri, a cui ordina di portare a loro Jack, Kate, Hugo e Sawyer vivi. Verrà poi uccisa su sua richiesta da Mikhail alla Fiamma, in modo tale che nessuno mettendola sotto tortura scopra dove si trovano le baracche.

#### Isabel
Isabel (Diana Scarwid) era lo "sceriffo" degli Altri.

#### Aldo
Aldo  (Rob McElhenney) è una delle guardie del tempio, è molto aggressivo con Kate perché anni prima lo ha tramortito, quando la ragazza va a cercare Sawyer, Aldo cerca di fermarla e verrà tramortito di nuovo, risvegliato troverà Jin e cercherà di ucciderlo, ma verrà ucciso da Claire.

#### Harper Stanhope
Era la psicanalista di Juliet, viene descritta da lei come una persona orribile e vendicativa. È la moglie di Goodwin, e
sa tutto della relazione tra Juliet e Goodwin, e per questo affronta Juliet dicendole che se questa relazione continuerà Ben potrebbe punire Goodwin, infatti per colpa di Ben morirà.
Apparirà nella quarta stagione per avvertire Juliet dell'imminente pericolo.

#### Justin
Justin è l'amico di Aldo, verrà catturato da Claire perché quest'ultima crede che abbia Aaron, ma quando Jin le rivela che ce l'ha avuto Kate per gli ultimi tre anni lo uccide senza pietà.

### Membri del Progetto DHARMA
Roger Linus (Jon Gries) era il padre alcolizzato di Ben, lavorava al Progetto DHARMA come operaio. Aveva un rapporto molto difficile con il figlio, che colpevolizzava di essere stato la causa della morte della madre, morta di parto. Viene ucciso da Ben durante la Purga.
Horace Goodspeed (Doug Hutchison), aiuta Roger a portare la moglie che aveva appena partorito Ben all'ospedale. Lo recluta nel Progetto DHARMA, dove lui svolgeva il compito di matematico. Muore nella Purga.
Amy Goodspeed (Reiko Aylesworth), è la moglie di Horace Goodspeed e la madre di Ethan.
Paul Rom è il vero padre di Ethan, nella quinta stagione verrà ucciso dagli Altri senza alcun motivo apparente.
Olivia Goodspeed (Samantha Mathis) era la sorella di Horace, insegnante di Ben ed Annie. Appare in uno dei flashback de L'uomo dietro le quinte, ma sarà uccisa durante la Purga.
Kelvin Joe Inman (Clancy Brown) occupava la stazione Cigno con Desmond. Durante la sua militanza in Iraq, catturerà e successivamente lascerà libero Sayid al momento della ritirata delle truppe statunitensi al termine della prima guerra del Golfo. In seguito si unirà al progetto DHARMA e sarà inviato alla stazione del Cigno insieme a Stuart Radzinsky, che poi, secondo il racconto fatto a Desmond, si suicida con un colpo di fucile in bocca, lasciando una grossa macchia di sangue sul soffitto della stazione. Kelvin muore durante una colluttazione con l'ex soldato scozzese qualche minuto prima dello schianto del volo 815.
Pierre Chang (François Chau) è il narratore dei filmati di orientamento del Progetto DHARMA. È conosciuto anche con gli alias di dr. Marvin Candle (nei video di orientamento del Cigno e della Freccia), dr. Mark Wickmund (nel video di orientamento della Perla) e dr. Edgar Halliwax (nel video di orientamento dell'Orchidea). Il suo vero nome è stato reso noto attraverso il DHARMA Booth Video e poi successivamente confermato nel corso della quinta stagione della serie. È il padre di Miles Straume.
Annie (Madeline Carroll) è la migliore amica d'infanzia di Ben sull'Isola. Appare solamente nei flashback del 20º episodio della terza stagione, L'uomo dietro le quinte. Regala a Ben per il suo compleanno una statuetta di legno raffigurante sé stessa, così che l'amico possa sentirla sempre vicina a sé. Non si sa che cosa sia accaduto alla bambina in seguito alla Purga.
Stuart Radzinsky (Eric Lange) era l'addetto alle telecomunicazioni e ai radar e lavorava alla Fiamma. Era inoltre l'addetto alla progettazione del Cigno, dove si trasferirà per lavorare dopo l'incidente e dove disegnerà su una delle porte di sicurezza una mappa visibile ai soli raggi UV raffigurante l'isola ed i suoi luoghi, con le varie stazioni DHARMA che compongono una specie di ottagono. Si toglierà la vita diversi anni dopo, mentre il suo compagno Kelvin stava dormendo, sparandosi un colpo di fucile da caccia in bocca e lasciando una grossa macchia di sangue sul soffitto. I motivi che l'abbiano portato a compiere un simile gesto sono sconosciuti, sempre che ciò che Kelvin ha raccontato a Desmond nel 2001 sia vero.

#### Galleria d'immagini

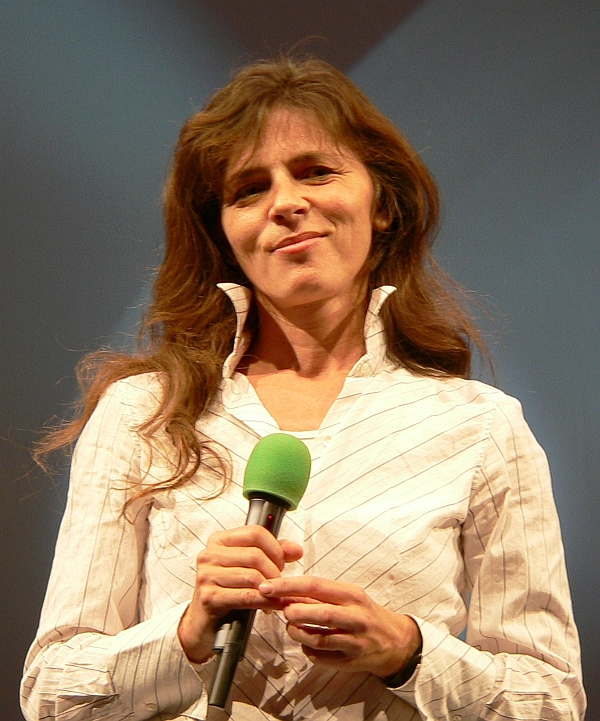
Mira Furlan interpreta Danielle Rousseau
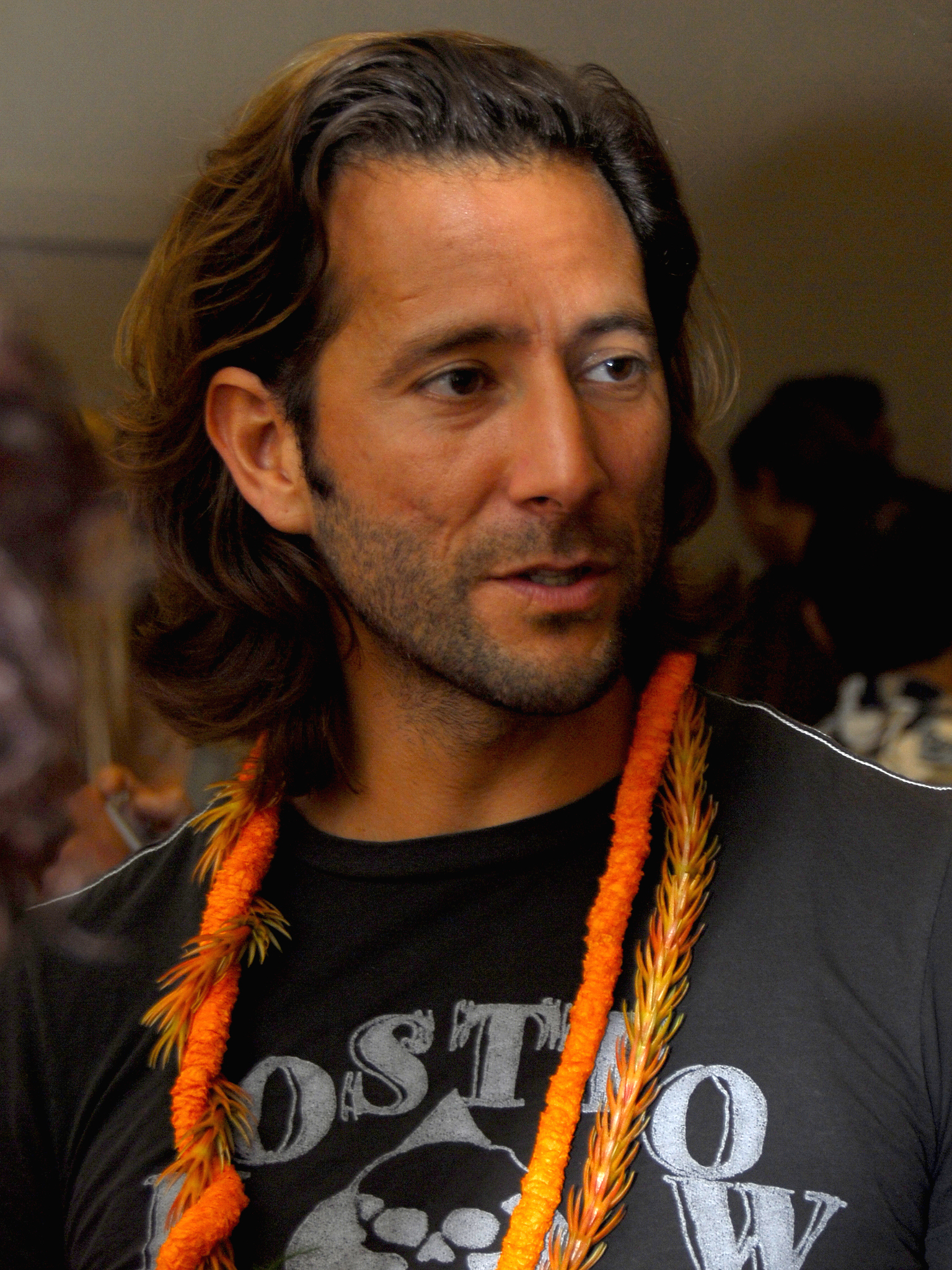
Henry Ian Cusick interpreta Desmond Hume
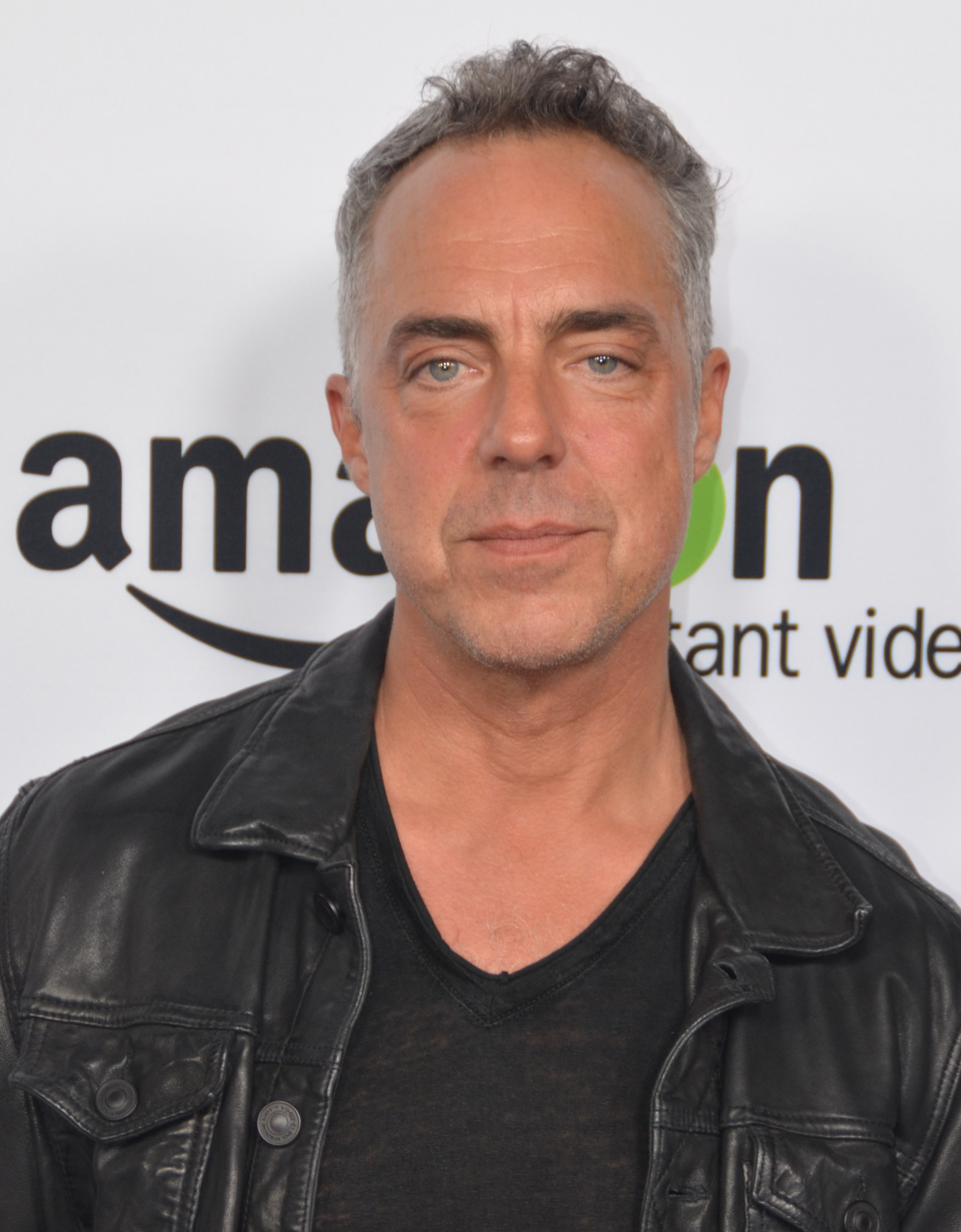
Titus Welliver interpreta l'Uomo in nero
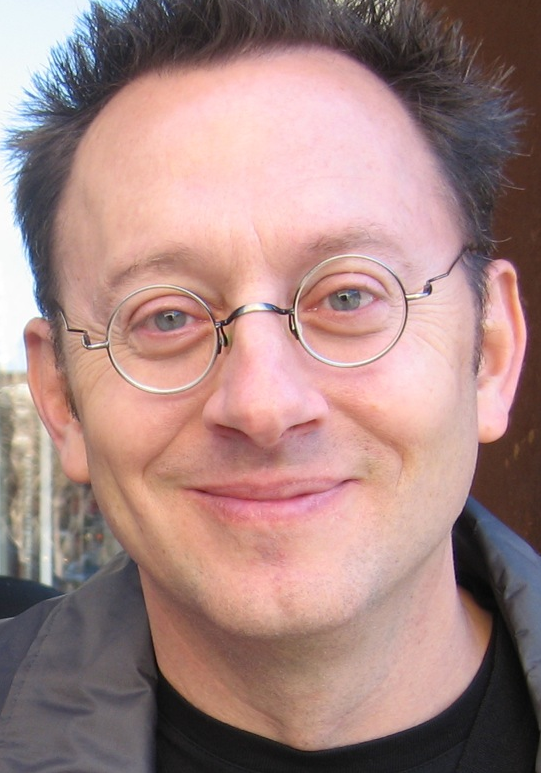
Michael Emerson interpreta Benjamin Linus
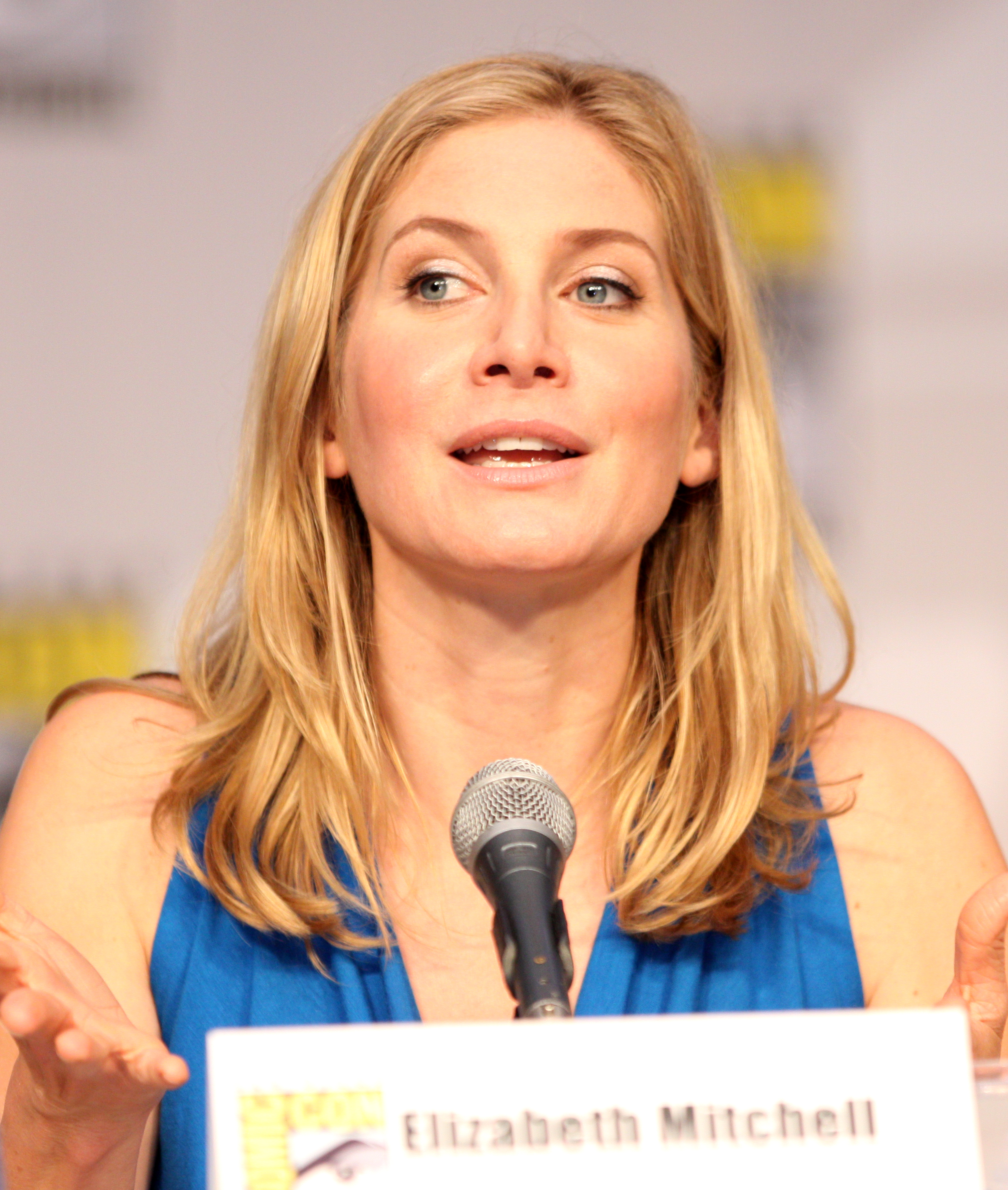
Elizabeth Mitchell interpreta Juliet Burke
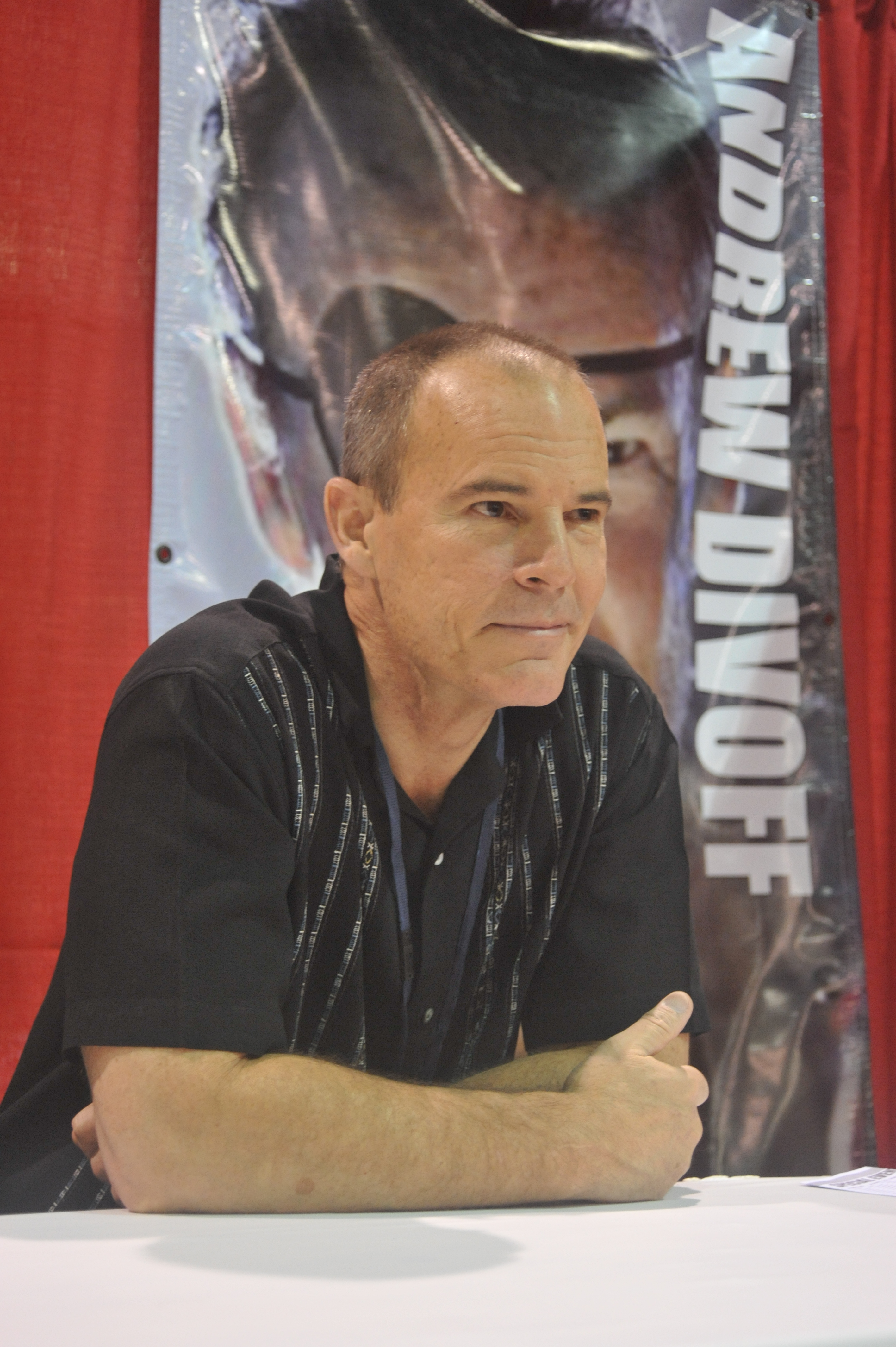
Andrew Divoff interpreta Mikhail Bakunin
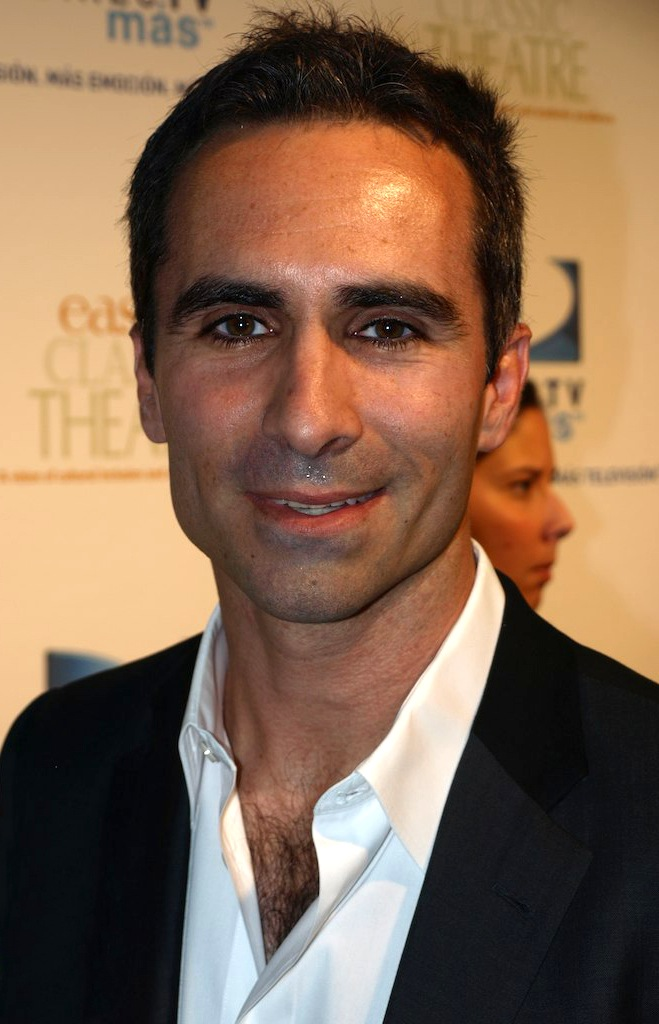
Nestor Carbonell interpreta Richard Alpert
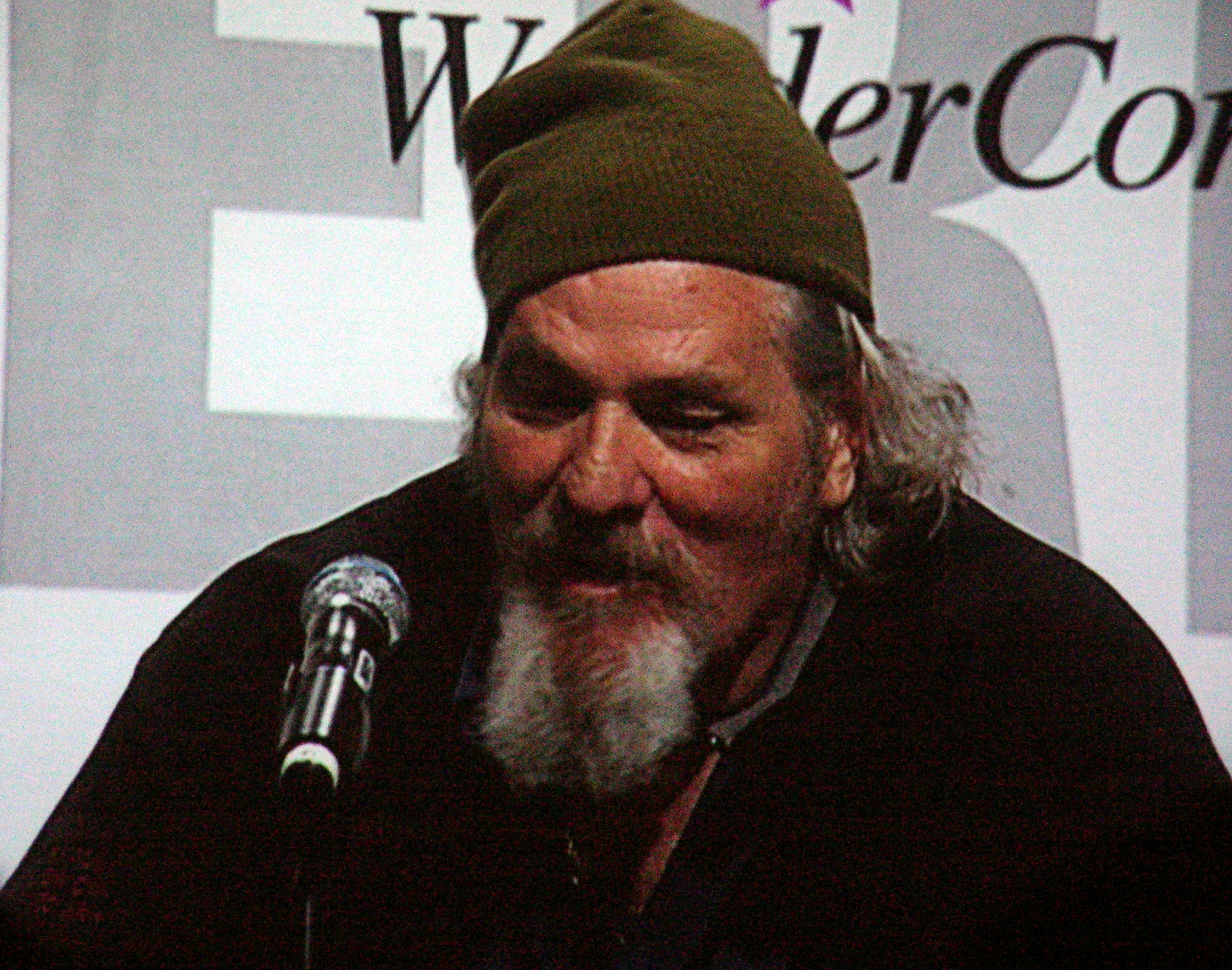
M.C. Gainey interpreta Tom
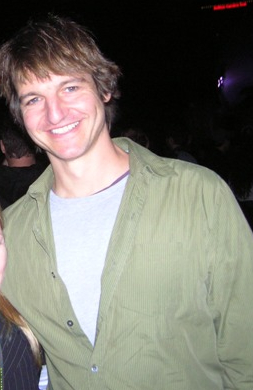
William Mapother interpreta Ethan Rom
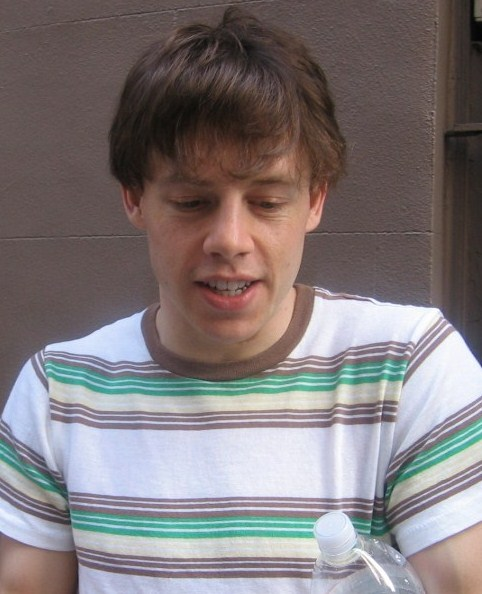
Blake Bashoff interpreta Karl Martin
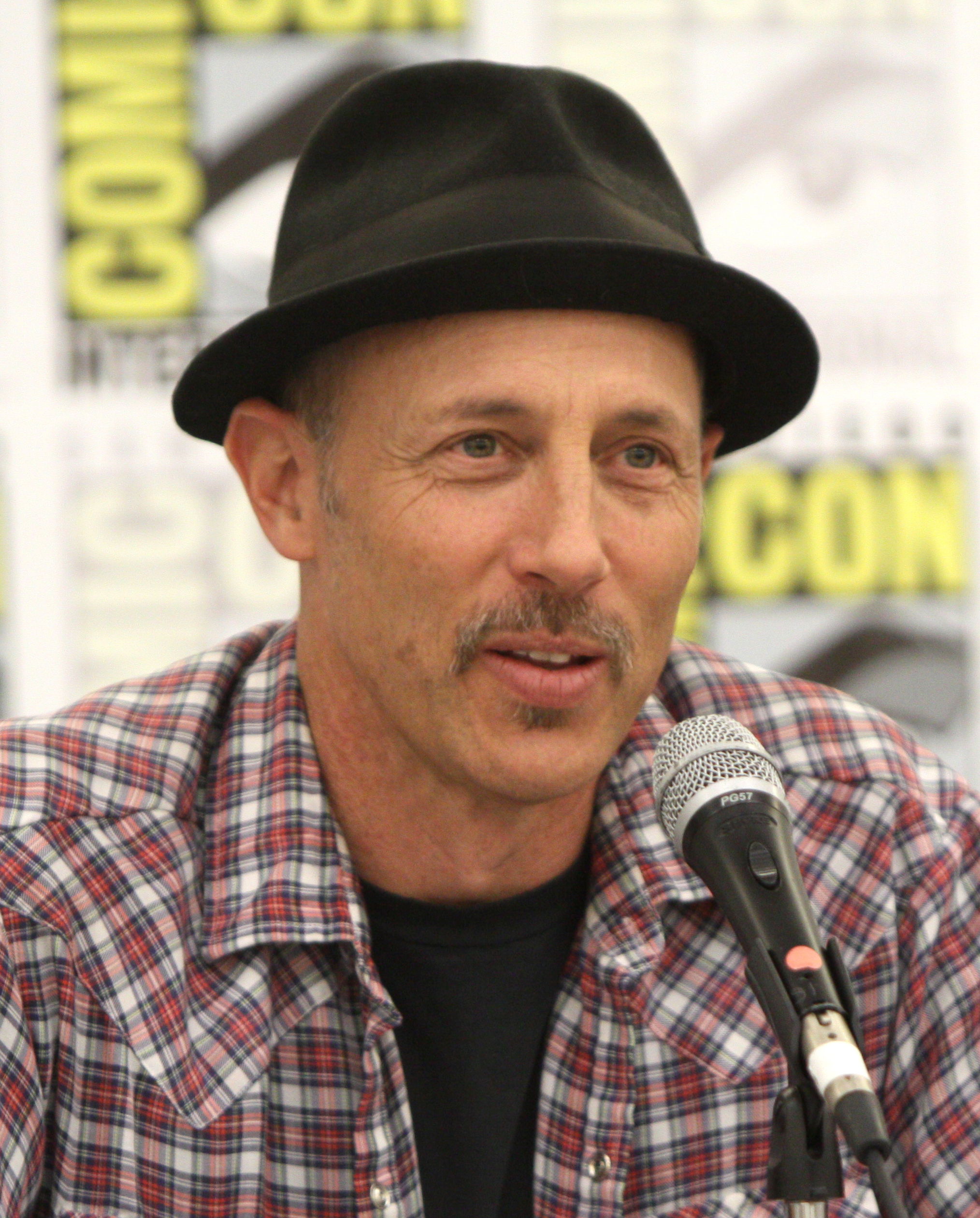
Jon Gries interpreta Roger Linus
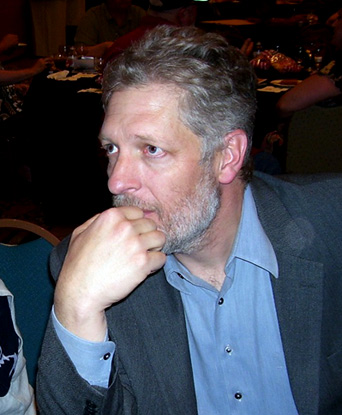
Clancy Brown interpreta Kelvin Joe Inman
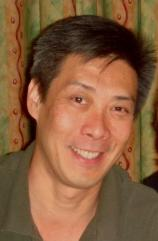
François Chau interpreta Pierre Chang

## Equipaggio del cargoKahana
Alcune voci dei membri della Kahana si sono sentite già nella terza stagione, mentre i personaggi sono stati introdotti nella quarta. Solo Naomi è stata introdotta già nella terza.

### Naomi Dorrit
Naomi Dorrit (Marsha Thomason, già apparsa verso la fine della terza stagione) "cade" letteralmente dal cielo sull'isola. Viene trovata, ancora avvolta nel suo paracadute, da Desmond, Jin, Hurley e Charlie. Inizialmente dice di essere lì per trarli in salvo e informa i sopravvissuti della loro nave cargo. Poi si scoprirà una doppiogiochista, per questo Locke tenterà di ucciderla con una coltellata (alla quale sopravviverà, ma morirà comunque di stenti poco dopo).

### Daniel Faraday
Daniel Faraday (Jeremy Davies), un fisico interessato all'isola da un punto di vista scientifico. È il figlio di Eloise Hawking e Charles Widmore.
Apparirà per la prima volta nella quarta stagione come membro del cargo, ma verso la fine della stagione si unirà a Jack e agli altri sopravvissuti.
Prima dell'isola faceva esperimenti per viaggiare nel tempo, per i quali ha sacrificato anche la sua ragazza Teresa, ed inoltre avrà gravi problemi di memoria. Sua madre Eloise lo convincerà ad unirsi al cargo. Il suo rapporto con Eloise è sempre stato freddo, la donna infatti sa già quale ruolo avrà Daniel nell'isola e lo fa studiare senza alcuna sosta, e gli dice che ogni ragazza che si innamorerà di lui soffrirà.
Nella quinta stagione rivelerà il suo amore per Charlotte, ma senza alcun risultato visto che la ragazza morirà poco dopo. Per un po' starà al quartier generale della DHARMA. Tornerà alla fine della stessa stagione, e verrà ucciso dalla Eloise del passato; prima di morire rivelerà a sua madre chi è veramente, capirà inoltre che lei sapeva già tutto quello che gli sarebbe successo.

### Miles Straume
Miles Straume (Ken Leung), un presunto acchiappafantasmi. Può "parlare" con i morti.

### Charlotte Staple Lewis
Charlotte Staples Lewis (Rebecca Mader), una realistica e determinata antropologa. Quando dovrà scegliere se tornare alla vita normale o rimanere sull'isola, sceglierà di rimanere (non si capisce ancora il motivo della sua decisione, ma tutto porta alla conclusione che lei stava cercando "il posto dove è nata"). Nella quinta stagione rivelerà che ha trascorso l'infanzia sull'isola e che c'era un uomo che le aveva intimato di lasciare l'isola e di non tornarci mai più altrimenti sarebbe morta: in realtà l'uomo in questione è Daniel Faraday che fa tutto questo per salvarle la vita. Dopo essersene andata con la madre dall'isola, chiede spesso del padre e dell'isola alla madre, che le dirà che l'isola è solo una sua immaginazione; per ritrovare quel posto diventa un'archeologa.
Nella quinta stagione visto che lei ha trascorso l'infanzia nell'isola, i flash le causeranno più dolore.
Morirà tra le braccia di Daniel, rivelandogli quello che era successo con il futuro sé.

### Frank Lapidus
Frank Lapidus (Jeff Fahey) è un pilota di aerei ed elicotteri. Era lui il pilota che avrebbe dovuto pilotare il volo Oceanic 815, ma poi fu rimpiazzato. Sulla Kahana è il pilota dell'elicottero che l'equipaggio usa per andare e tornare dall'isola. Tre anni dopo essere tornato a casa, è pilota del volo che riporta Jack, Kate, Hurley, Ben, Sayid e Sun sull'isola.

### George Minkowski
George Minkowski (Fisher Stevens) è l'addetto alle comunicazione sulla nave cargo. È lui che comunica con Jack alla fine della terza stagione via telefono satellitare. A contatto con l'isola presenta strani comportamenti che lo portano alla morte.

### Regina
Regina (Zoë Bell), fa parte dell'equipaggio. Dopo aver presentato alcuni strani comportamenti, si suicida lanciandosi in mare senza un motivo apparente.
Secondo il capitano della nave il suo suicidio è dovuto all'avvicinarsi sempre di più all'isola

### Martin Keamy
Martin Keamy (Kevin Durand) è il mercenario a capo della spedizione che ha come scopo la cattura di Benjamin Linus, deceduto per mano dello stesso.

### Capitano Gault
Gault (Grant Bowler) Il capitano della nave, incaricato da Charles Widmore a catturare Benjamin Linus. Viene ucciso da Keamy.

### Galleria d'immagini

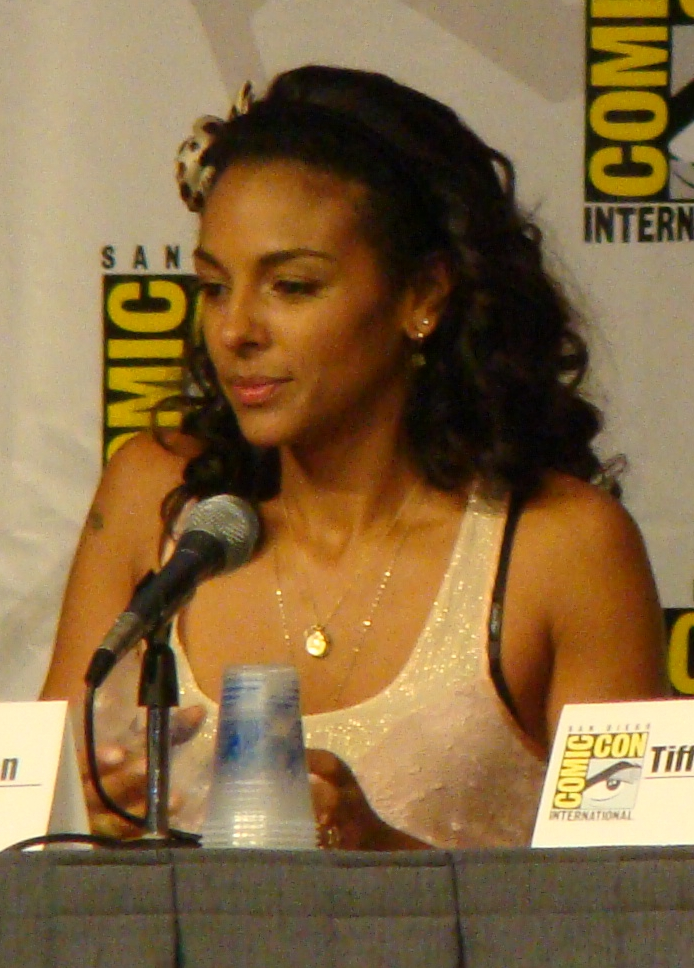
Marsha Thomason interpreta Naomi Dorrit
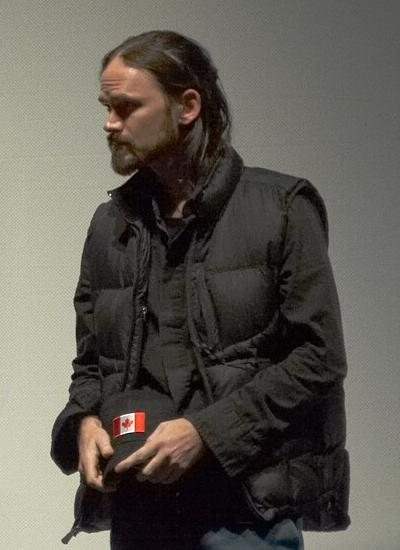
Jeremy Davies interpreta Daniel Faraday
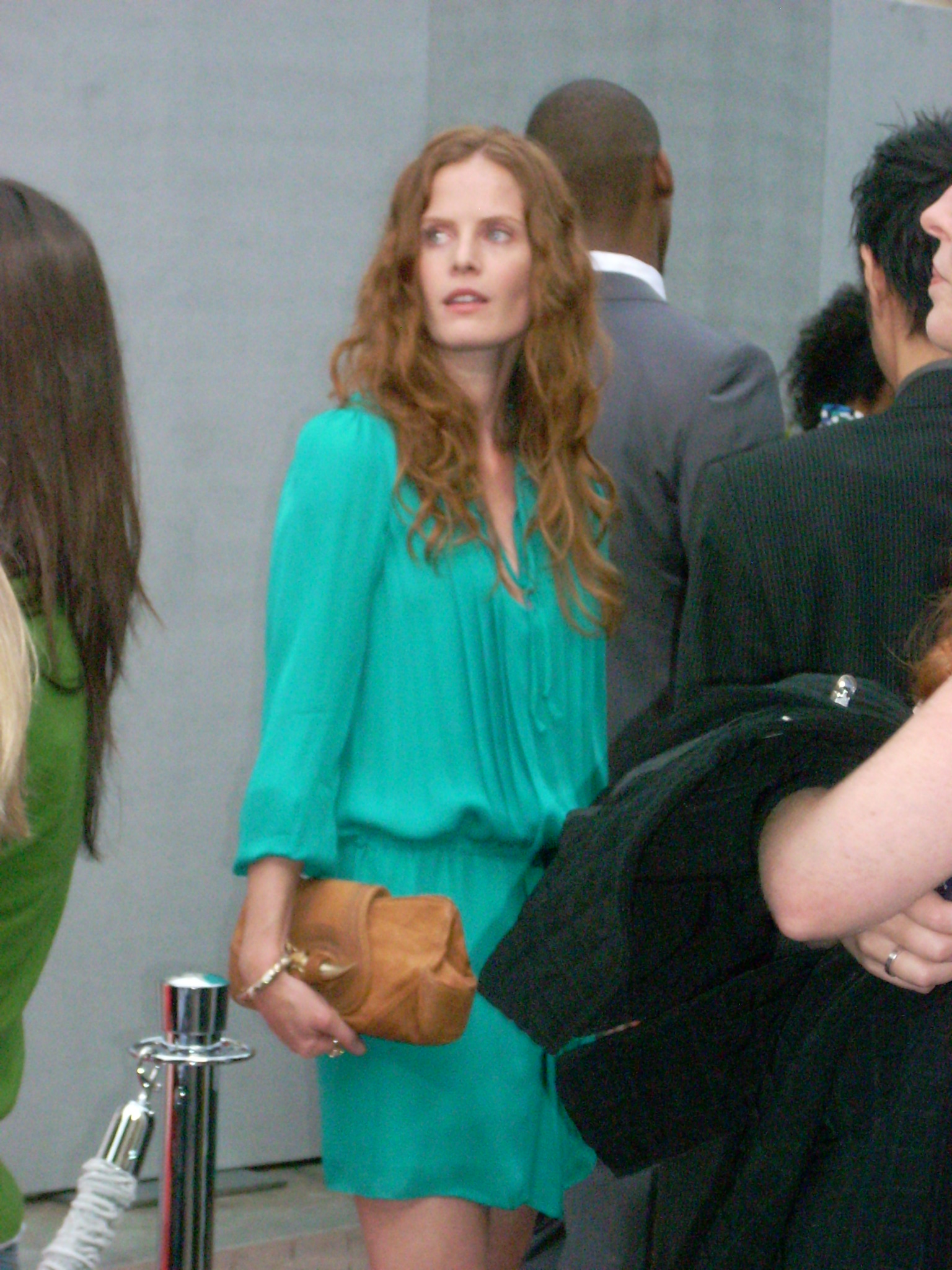
Rebecca Mader interpreta Charlotte Staples Lewis
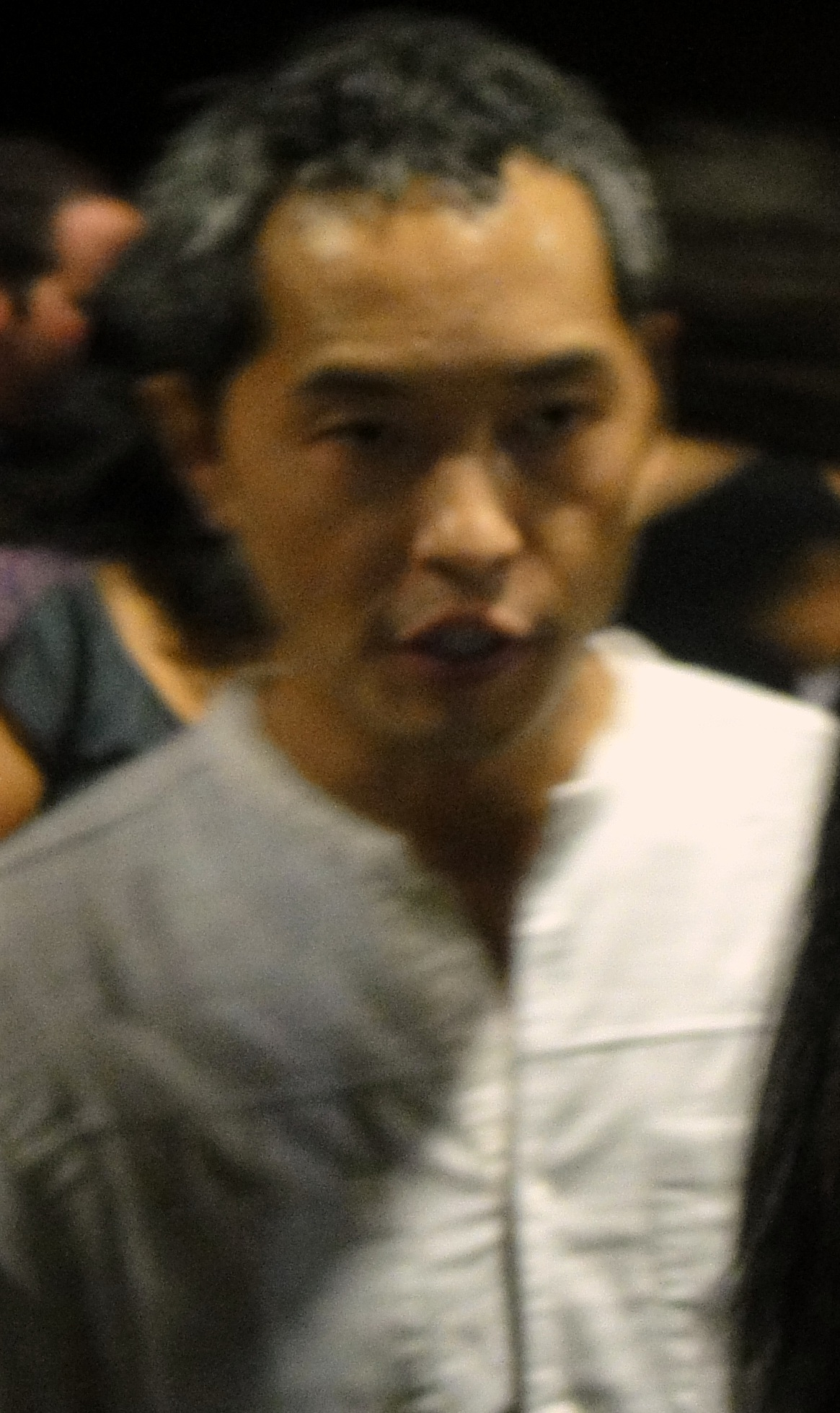
Ken Leung interpreta Miles Straume
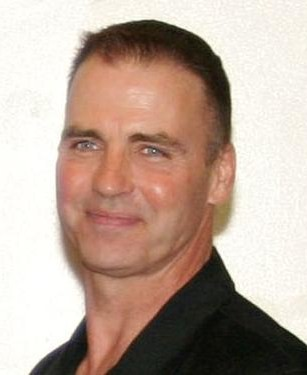
Jeff Fahey interpreta Frank Lapidus
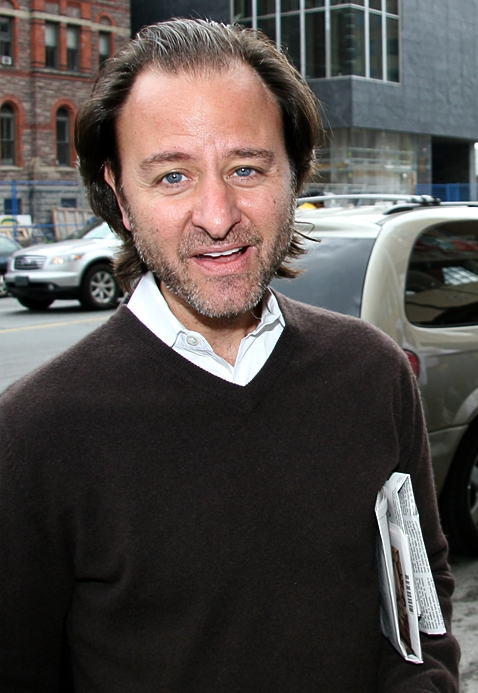
Fisher Stevens interpreta George Minkowski
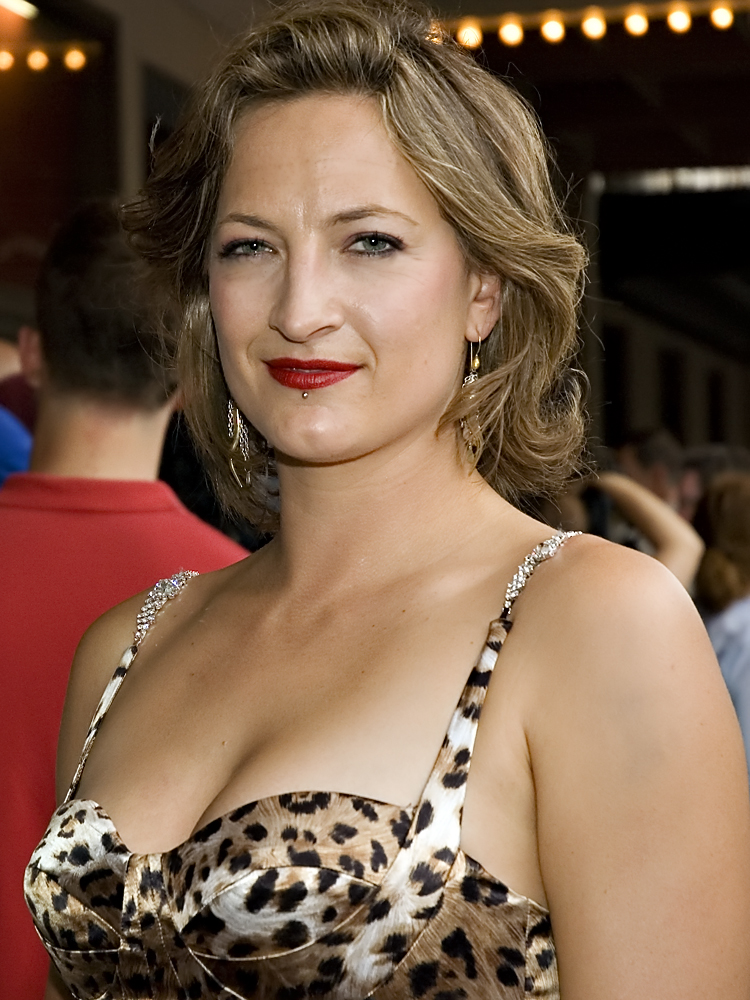
Zoë Bell interpreta Regina
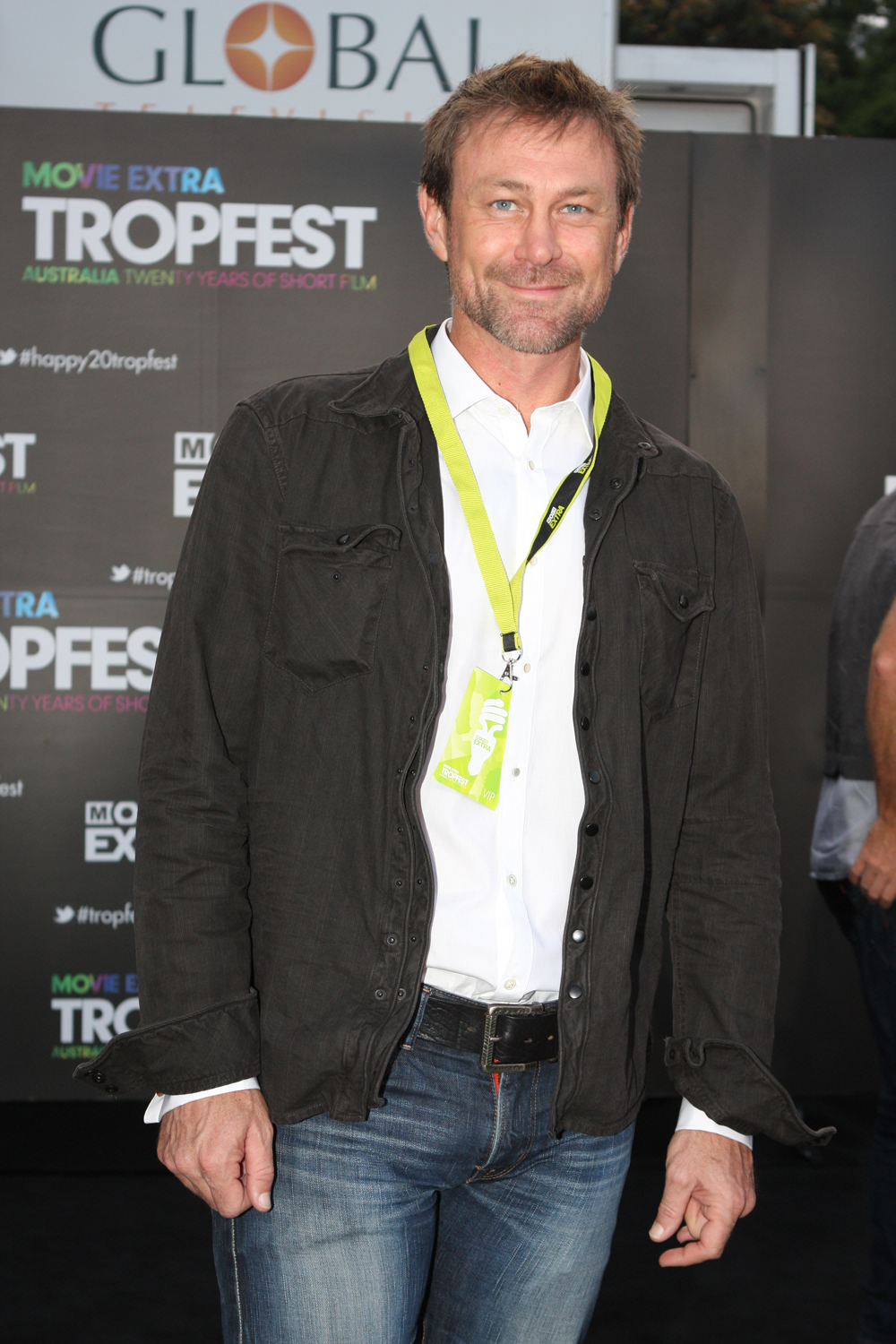
Grant Bowler interpreta il capitano Gault

## Sopravvissuti del volo Ajira 316
Nella quinta stagione, Jack, Kate, Hurley, Sayid, Sun, Ben e la bara contenente John Locke riescono a prendere il volo che li riporterà sull'isola. Si tratta del volo 316 Ajira Airways, aereo pilotato da Frank Lapidus che parte da Los Angeles diretto a Guam, nel Pacifico occidentale.

### Ilana Verdansky
Ilana Verdansky è interpretata da Zuleikha Robinson. Fa la sua prima apparizione nel sesto episodio della quinta stagione della serie, 316, diventando un personaggio regolare a partire dalla sesta stagione. Viene introdotta nella serie come un'agente di polizia che si imbarca sul volo 316 della Ajira Airways, tenendo in custodia Sayid. Man mano che la sua storia progredisce viene rivelato che Ilana è una persona profondamente connessa con l'Isola e la sua massima autorità, Jacob. Si scopre infatti che il suo compito è quello di proteggere i sei "candidati", ovvero i prescelti tra cui si trova il successore di Jacob.
Poco si sa riguardo al passato di questo personaggio. In un flashback relativo ad un periodo precedente il 2007 viene mostrata Ilana gravemente ferita e ricoverata in un ospedale russo: in quell'occasione riceve la visita di Jacob, che le chiede aiuto pregandola di andare sull'isola a proteggere i sei "candidati" rimasti per prendere il suo posto. Qualche tempo dopo, a Los Angeles, avvicina in un bar Sayid Jarrah e dopo averlo sedotto lo cattura. Fingendosi un agente di polizia con un prigioniero, Ilana scorta Sayid sul volo 316 della Ajira Airways, che fatalmente si schianta sulla piccola isola dove si trova la stazione dell'Idra.
Sull'isola esplora la stazione del Progetto DHARMA assieme a Caesar, un passeggero del volo 316. Successivamente incontra John Locke e rimane sconvolta quando le racconta di essere già morto in precedenza. Dopo che Ceasar viene ucciso da Benjamin Linus, Ilana prende la leadership del piccolo gruppo di sopravvissuti del volo della Ajira Airways, composto da Bram e pochi altri. Mentre Ilana e i suoi si armano e si preparano per raggiungere l'isola principale, Frank Lapidus si avvicina per chiedere spiegazioni, ma la donna gli porge una sola domanda: «Cosa giace all'ombra della statua?». Frank non sa cosa rispondere e Ilana lo colpisce con il calcio del fucile. Ilana decide di portare con sé il corpo privo di sensi di Lapidus, Bram le chiede spiegazioni per questa scelta e la donna gli dice che Frank Lapidus potrebbe essere uno dei "candidati".
Dopo aver viaggiato su una piroga per raggiungere l'isola principale, Ilana e i suoi si recano alla cascina di Jacob, dove scoprono che l'uomo non abita più lì da tempo; così, dopo aver dato fuoco alla cascina, portando con sé una grande cassa di alluminio si recano verso i resti della statua di Tueret, dove trovano Richard, Sun e uno sparuto gruppo degli Altri. Dopo aver chiamato Richard Ricardus, Ilana gli porge la stessa domanda che aveva fatto a Lapidus: «Cosa giace all'ombra della statua?», e quando Richard le risponde in latino «Ille qui nos omnes servabit» (ovvero «Colui che ci salverà tutti»), Ilana apre la misteriosa cassa mostrando il suo contenuto, il corpo senza vita di John Locke. Muore a causa dell'esplosione dei candelotti di dinamite che trasportava nella sua sacca, nel tentativo di distruggere l'aereo con il quale il "mostro" (nelle sembianze di Locke) avrebbe lasciato l'isola.

### Bram
Bram (Brad William Henke) è una misteriosa persona che avvicinò Miles poco prima che lui si imbarcasse sulla Kahana, offrendogli l'alternativa di unirsi con il team di Widmore. Sopravvissuto al volo Ajira 316, assieme ad Ilana sembra avere un collegamento molto diretto con l'isola. In realtà è la guardia del corpo dei Jacob, verrà ucciso dall'Uomo in nero.

### Caesar
Caesar (Saïd Taghmaoui) prende il comando insieme a Ilana del nuovo gruppo di sopravvissuti. Viene ucciso da Ben con un colpo di lupara al petto dopo che questi aveva impedito a lui e a Locke di lasciare l'isola dell'Idra.

### Galleria d'immagini

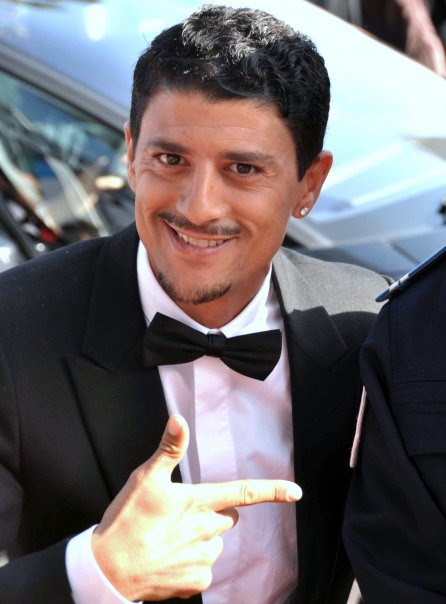
Saïd Taghmaoui interpreta Caesar

## Personaggi nei flash
Durante i flashback e i flashforward di Lost vi sono molti personaggi, spesso amici e familiari dei protagonisti. Solo in pochi casi questi personaggi sono apparsi anche sull'isola o nelle sue vicinanze.

### Christian Shephard
Il dottor Christian Shephard è interpretato da John Terry; è un chirurgo con il vizio dell'alcolismo ed è il padre del dottor Jack Shephard, con cui ha avuto un rapporto conflittuale. Si scoprirà in seguito essere anche il padre di Claire Littleton. Morto in Australia, la bara contenente il suo corpo è imbarcata sul volo Oceanic 815, ma dopo lo schianto verrà ritrovata vuota da Jack. In seguito Christian viene visto in varie parti dell'isola. Nella quarta stagione lo troveremo con Claire nella capanna di Jacob, del quale dice di essere portavoce, e ordina a John Locke di "spostare l'isola" e riportare su di essa tutti i 6 superstiti del volo Oceanic che nel frattempo erano stati tratti in salvo e quindi tornati a casa. Tutte queste apparizioni post mortem di Shepard, sono riconducibili alla capacità della nemesi di Jacob di trasformarsi nelle persone morte il cui cadavere si trova sull'isola: infatti, nelle false sembianze di John Locke, rivela a Jack di essere stato egli stesso a comparirgli dinanzi con le fattezze del padre, dopo lo schianto del volo Oceanic 815. Egli, inspiegabilmente, dopo la sua morte, compare anche fuori dall'isola: infatti, Jack riesce a vederlo durante il suo turno di notte in ospedale (anche se ciò può trattarsi di un'allucinazione) e Michael riesce a vederlo (pur non sapendo di chi si tratti) a bordo del cargo Kahana.

### Penelope Widmore
Penelope "Penny" Widmore Hume è interpretata da Sonya Walger. È la moglie di Desmond Hume e i due hanno un figlio.
Penelope e Desmond si conobbero nel 1994, quando si incontrarono in un monastero scozzese, da dove Hume sarebbe stato allontanato poco dopo. Dopo essersi frequentati per due anni, Penelope andò a vivere nell'appartamento di Desmond. Dopo questo passo, Hume andò a conoscere il padre di lei, Charles Widmore, che rifiutò però di dare il suo permesso alla loro relazione.
Quando Desmond si rende conto di non poter accudire economicamente Penny decide di lasciarla, dicendole che merita al suo fianco una persona migliore di lui.
I due si perdono di vista e Desmond si arruola nell'esercito. Preso dai sensi di colpa, cerca di ricontattare Penny, che però gli dice di volerlo dimenticare e che per questo cambierà numero di telefono. Desmond riuscirà però ad avere il suo indirizzo dal padre di lei, Charles Widmore, il quale acconsente alla richiesta convinto che la figlia non cambi idea circa il non volerlo vedere. Quando va a trovarla, la implora di farlo entrare dentro casa e le dice che ha bisogno del suo numero, perché esattamente otto anni dopo dovrà chiamarla a casa, alla vigilia di Natale del 2004. La donna, pur titubante, acconsente e poi lo manda via dall'appartamento.
Nonostante tutto, però, Penelope continua ad amare Desmond. Dopo la sua sparizione, lei si mette a cercarlo e riuscirà a trovarlo a Los Angeles, nell'entrata di uno stadio, ma Desmond le spiega che vuole guadagnare il rispetto di suo padre vincendo una regata da lui organizzata e che fino ad allora non ha intenzione di tornare.
Desmond naufraga però sull'isola, e Penny inizia a cercarlo. Tre anni dopo, un elicottero precipita sull'isola e Desmond è convinto che al suo interno ci sia Penelope, invece c'è Naomi Dorrit, che gli dice che era stata ingaggiata proprio dalla signorina Widmore per ritrovarlo e che i soccorsi stanno per arrivare.
Quando Charlie tenta di disattivare lo schermo che blocca le richieste d'aiuto verso i soccorsi, scopre che la nave in realtà non è stata mandata da Penny e, negli ultimi istanti della sua vita, lo comunica a Desmond attraverso un vetro.
La vigilia di Natale del 2004, Desmond chiama Penelope come le aveva promesso otto anni prima, dalla nave dei soccorsi. I due confessano il loro amore reciproco e Penny gli promette che lo troverà.
La promessa verrà mantenuta quando i Sei della Oceanic, Desmond e Lapidus, sperduti in mare su un gommone, vengono trovati dalla barca di Penny; i due amanti possono così riabbracciarsi. Qualche giorno dopo, i sopravvissuti vengono lasciati al largo dell'Isola Sumba, mentre Desmond e Penny restano sulla nave. Successivamente i due si sposeranno ed avranno un bambino che chiameranno Charlie.
Tempo dopo, Penny, insieme al piccolo Charlie e a Desmond, raggiunge la Gran Bretagna, in cui quest'ultimo si è voluto recare a seguito di una sorta di "sogno" in cui veniva pregato da Daniel Faraday di trovare sua madre all'Università di Oxford. La ricerca si rivela infruttuosa, e la famiglia si dirigerà a Los Angeles per permettere a Desmond di portare a termine il compito.
Nel 2007, Benjamin Linus, dopo aver abbandonato il Lampione, si dirige verso la barca di Penny e Desmond con l'intenzione di uccidere la donna per vendicarsi dell'assassinio di sua figlia adottiva Alex ad opera degli uomini di Charles Widmore. Dopo aver sparato a Desmond, gettandolo a terra, si dirige verso Penny, minacciando di ucciderla per compiere la sua vendetta contro Charles, ma si blocca alla visione del piccolo Charlie, così Desmond lo prende alle spalle picchiandolo a sangue e gettandolo in mare.
All'ospedale in cui viene ricoverato Desmond a causa della ferita d'arma da fuoco, Penny riceve una visita da Eloise Hawking, che si scusa per i danni arrecati a Desmond per colpa di suo figlio.

### Charles Widmore
Charles Widmore (Alan Dale, Tom Connolly da adolescente, David S. Lee tra i 30-40 anni) è il padre di Penny e il proprietario del cargo Kahana. Da giovane viveva con coloro che vengono definiti gli Altri e negli anni settanta concepisce Daniel Faraday con Eloise Hawking.
Il personaggio è introdotto per la prima volta nella storia, in modo apparentemente casuale, quando Desmond gli si presenta per chiedergli la mano della figlia. Charles è infatti il padre di Penelope "Penny" Widmore, la donna con la quale Desmond convive, tra un litigio, una separazione e una successiva riunione. Penelope è da anni in rotta con Charles ma, dopo la scomparsa di Desmond nella regata, essi sono accomunati dal proposito di ritrovare l'isola: lei per recuperare Desmond, lui per sfruttare i "poteri" dell'isola stessa, quali la cura apparente dei tumori e dell'infertilità delle donne. I piani di Charles vengono allo scoperto quando Ben, in una puntata della quarta stagione, dice ai membri del gruppetto di Locke che l'equipaggio della nave sta cercando l'isola per lui, per poi uccidere tutti i rimanenti abitanti e che, una volta che l'isola fosse stata in mano sua, Charles l'avrebbe usata per scopi di lucro. Solo una volta si vedono i due rivali, Ben e Charles, insieme, ovvero in un flashforward del primo alla fine del 9º episodio della quarta stagione, quando Ben entra in un hotel e, andato nella suite imperiale, vi trova Charles che dorme. Riscossosi, questi chiede:
- Widmore: "Sei qui per uccidermi, Benjamin?"
- Linus: "No. Non ancora. Tu hai ucciso mia figlia, Charles, ora io ucciderò la tua, per farti sentire come soffro."
- Widmore: "Fa' come vuoi, ma tanto non riuscirai mai a trovarla."
- Linus: "Come tu non riuscirai mai a trovare l'isola."
- Widmore: "Allora la caccia è iniziata, Benjamin?"
- Linus: "Sì. La caccia è iniziata."

Nella quinta stagione, particolarmente nel 3º e 7º episodio, vengono rivelati alcuni fatti sul personaggio: Charles Widmore faceva parte degli abitanti originari dell'isola (gli Altri) negli anni cinquanta; in quel periodo incontra per la prima volta John Locke, portato lì dagli spostamenti temporali. Quando sposta l'isola, infatti, John viene catapultato nel deserto della Tunisia, un luogo monitorato continuamente da telecamere proprio dallo stesso Widmore (e da lui descritto come la porta d'uscita dell'isola); questi salverà Locke e gli confiderà che "il cattivo" della storia non è lui, ma Benjamin Linus. Nel 12º episodio della quinta stagione un quattordicenne Benjamin Linus viene soccorso (per volontà del misterioso Jacob) dai nemici della Dharma. Trasportato in fin di vita da Kate e Sawyer e lasciato alle cure degli "Ostili", il piccolo Ben verrà in contatto con un più giovane Charles Widmore, esploratore ed a capo degli "Ostili". Ben, ormai adulto, assieme ad un giovanissimo Ethan Rom sarà incaricato da Widmore di uccidere la allora giovane Rousseau, ma Ben fallirà rapendone solo la figlia, Alex, che in seguito adotterà. Widmore dopo qualche anno verrà bandito dall'isola per aver avuto una relazione (con conseguente prole, la figlia Penelope) con una outsider nel mondo esterno infrangendo così le regole. Nel dialogo tra Ben e Widmore poco prima dell'esilio di Charles, viene citata la morte di Alex, voluta da Widmore, e che secondo lui accadrà presto per volontà dell'isola. Nella puntata Quello per cui sono morti, Charles tenta di rivelare qualcosa al falso John Locke, ma verrà ucciso da Ben con un colpo di pistola.

### Eloise Hawking
Eloise Hawking (Fionnula Flanagan, Alexandra Krosney a 17 anni, Alice Evans a 40 anni) era una degli Altri già negli anni cinquanta. Rimasta incinta di Charles Widmore, è la madre di Daniel Faraday. Nel 2001 convincerà Desmond del fatto che dovrà passare molto tempo sull'isola e che per questo dovrà lasciare Penny. Si trasferisce poi a Los Angeles, dove lavora al Lampione e dove aiuterà Jack, Sun, Kate, Hurley e Sayid a tornare sull'isola a bordo del volo Ajira Airways 316, pilotato da Frank Lapidus. Invierà inoltre nel 1977 anche suo figlio Daniel, in modo che sia d'aiuto ai suoi amici, pur sapendo che sarà lei stessa ad ucciderlo con un colpo di fucile alle spalle.
Deve il suo nome al matematico e astrofisico britannico Stephen Hawking.

### Matthew Abaddon
Matthew Abaddon (Lance Reddick), misterioso personaggio che si presenta come avvocato della Oceanic Airlines, in realtà è al servizio di Charles Widmore. Abaddon è la persona che ha reclutato Naomi, Daniel, Miles, Charlotte e Frank come membri della squadra del cargo. Verrà ucciso da Ben inseguendo Locke.

### Anthony Cooper
Anthony Cooper (Kevin Tighe), truffatore di professione, ha truffato la madre di James Ford con il nome fittizio di Tom Sawyer. È il padre biologico di Locke, ed è stato lui a causarne la paralisi, avendolo spinto dalla finestra di un palazzo dopo una lite. Per avere Locke dalla sua parte, Ben lo porta nell'isola, dove viene ucciso da Sawyer, che voleva vendicarsi dalla morte dei suoi genitori biologici.
Deve il suo nome a Anthony Ashley Cooper, politico, scrittore e filosofo inglese.

### Margo Shephard
Margo Shephard (Veronica Hamel) è la madre di Jack.

### Sarah Shephard
Sarah Shephard (Julie Bowen) è l'ex-moglie di Jack, dal quale divorzia a causa di un tradimento da parte di lei dovuto alle continue assenze del medico.

### Diane Janssen
Diane Janssen (Beth Broderick) è la madre di Kate. Aveva denunciato la figlia rendendola una fuggitiva. Dopo il suo ritorno, tuttavia, gravemente malata, deciderà di non testimoniare più a suo sfavore.

### Wayne Janssen
Wayne Janssen (James Horan) era il padre biologico di Kate, ucciso da quest'ultima.

### Kevin Callis
Kevin Callis (Nathan Fillion), poliziotto ed ex-marito di Kate.

### Cassidy Phillips
Cassidy Phillips (Kim Dickens), amica di Kate e madre della figlia di Sawyer, il quale l'aveva truffata.

### Helen Norwood
Helen Norwood (Katey Sagal), fidanzata di Locke; lo lascia a causa della patologica ossessione dell'uomo per il suo padre biologico, che gli stava rovinando l'esistenza.
Nella quinta stagione Locke scoprirà che è morta per un aneurisma.

### David Reyes
David Reyes (Cheech Marin), padre di Hurley, lascia la famiglia per diciassette anni e si ripresenta solo dopo che il figlio ha vinto alla lotteria. All'inizio Hurley non vuole perdonare il padre, ma poi i due si riappacificano.

### Carmen Reyes
Carmen Reyes (Lillian Hurst), madre di Hurley. È una donna dal carattere molto forte e molto spesso assume atteggiamenti prevaricatori nei confronti del figlio. Sarà lei a mandarlo all'Istituto di Igiene Mentale Santa Rosa.
Hurley le racconterà tutto sull'isola e lei gli offrirà il suo aiuto.

### Jae Lee
Jae Lee (Tony Lee) ha insegnato l'inglese a Sun ed è stato il suo amante. Si è suicidato.

### Yemi
Yemi (Adetokumboh M'Cormack) era il prete nigeriano fratello di Mr. Eko. Muore sull'isola a causa dello schianto del Beechcraft. Dopo la sua morte, appare più volte sull'isola prima in sogno al fratello e a John Locke e poi in carne ed ossa solo al fratello per confessarlo, pochi istanti prima che il "mostro" uccida Eko. In seguito si scoprirà che, in quest'ultima apparizione, era stata la nemesi di Jacob a prenderne le sembianze.

### Liam Pace
Liam Pace (Neil Hopkins) è il fratello maggiore di Charlie ed ex cantante dei DriveShaft.

### Isabella
È la moglie di Richard; in passato quest'ultimo ha cercato di salvarla da una malattia ma senza successo. Apparirà nella sesta stagione per impedirgli di andare dall'Uomo in nero e dirgli di fermarlo altrimenti tutti andranno all'inferno.

### Dave
Dave (Evan Handler) è l'amico immaginario di Hurley all'istituto psichiatrico dove si trovava. Appare sull'isola, dove spinge quest'ultimo al suicidio gettandosi da una scogliera, senza successo.

### Claudia
Claudia è la vera madre dell'Uomo in nero e di Jacob: viene uccisa dalla "Madre" subito dopo averli partoriti. Appare all'Uomo in nero quando questi è ancora un ragazzino e gli rivela di essere la sua vera madre e di essere stata uccisa da colei che si fa passare per sua madre; gli svela inoltre che al di fuori dell'isola c'è un mondo meraviglioso.

### La Madre
La Madre (Allison Janney). È la protettrice della sorgente: ucciderà Claudia per fare in modo che sia Jacob che l'Uomo in nero stiano con lei e che un giorno uno dei due prenda il suo posto. Soffrirà molto quando l'Uomo in nero se ne andrà, ma verrà consolata da Jacob.
Cercherà a tutti i costi di impedire all'Uomo in nero di andarsene dall'isola, per questo ucciderà tutte le persone che lo seguono. Inoltre lei è il motivo per cui i due fratelli non possono uccidersi a vicenda, ed è anche la causa dell'eterna giovinezza di Jacob.
Verrà uccisa dall'Uomo in nero per avergli impedito di lasciare l'isola.

### Sam Austen
Il sergente maggiore Sam Austen (Lindsey Ginter) della US Army è un militare ex compagno della madre di Kate, la quale ha convinto la figlia del fatto che fosse suo padre. Kate lo incontra dopo avere ucciso il convivente della madre che la maltrattava (il quale, in realtà, era tuttavia il suo vero padre biologico). È a comando del gruppo di soldati che nel corso della prima guerra del Golfo prendono prigioniero Sayid in Kuwait.

## Galleria d'immagini

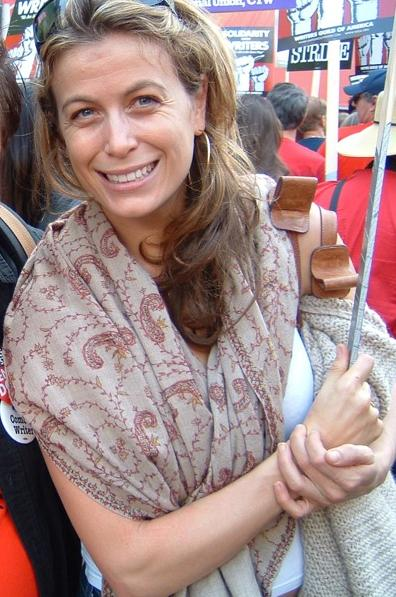
Sonya Walger interpreta Penelope Widmore
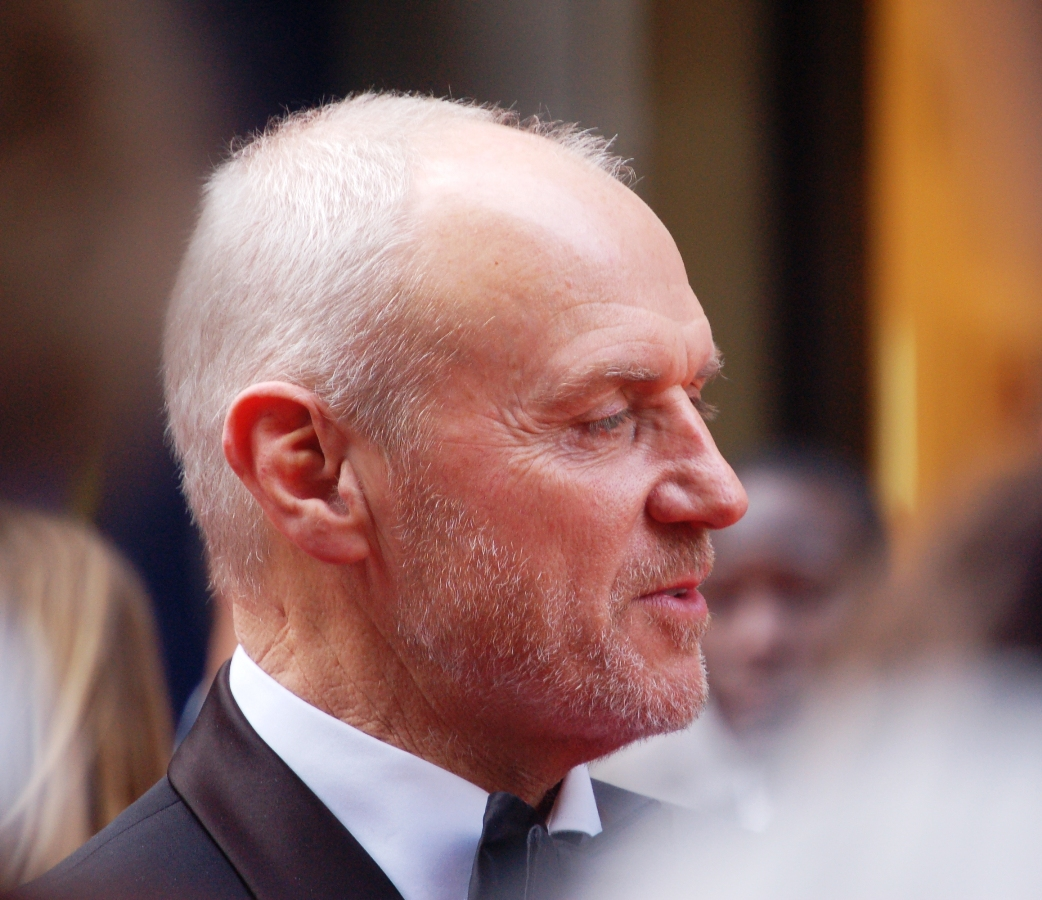
Alan Dale interpreta Charles Widmore
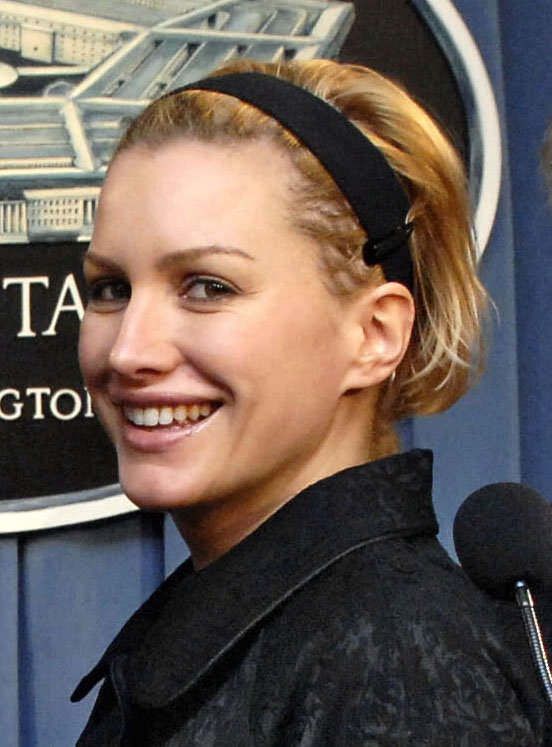
Alice Evans interpreta Eloise Hawking (a 40 anni)
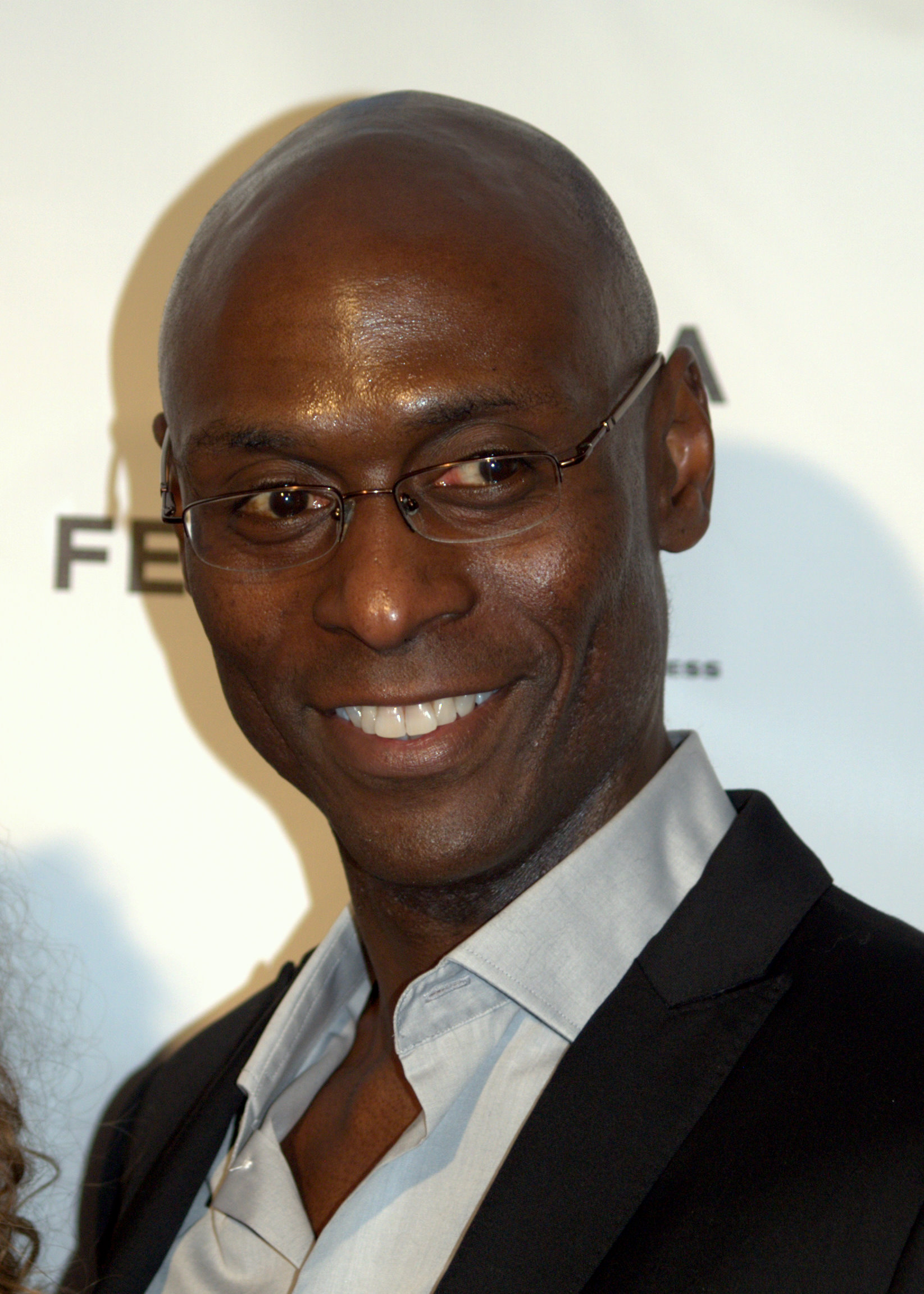
Lance Reddick interpreta Matthew Abaddon
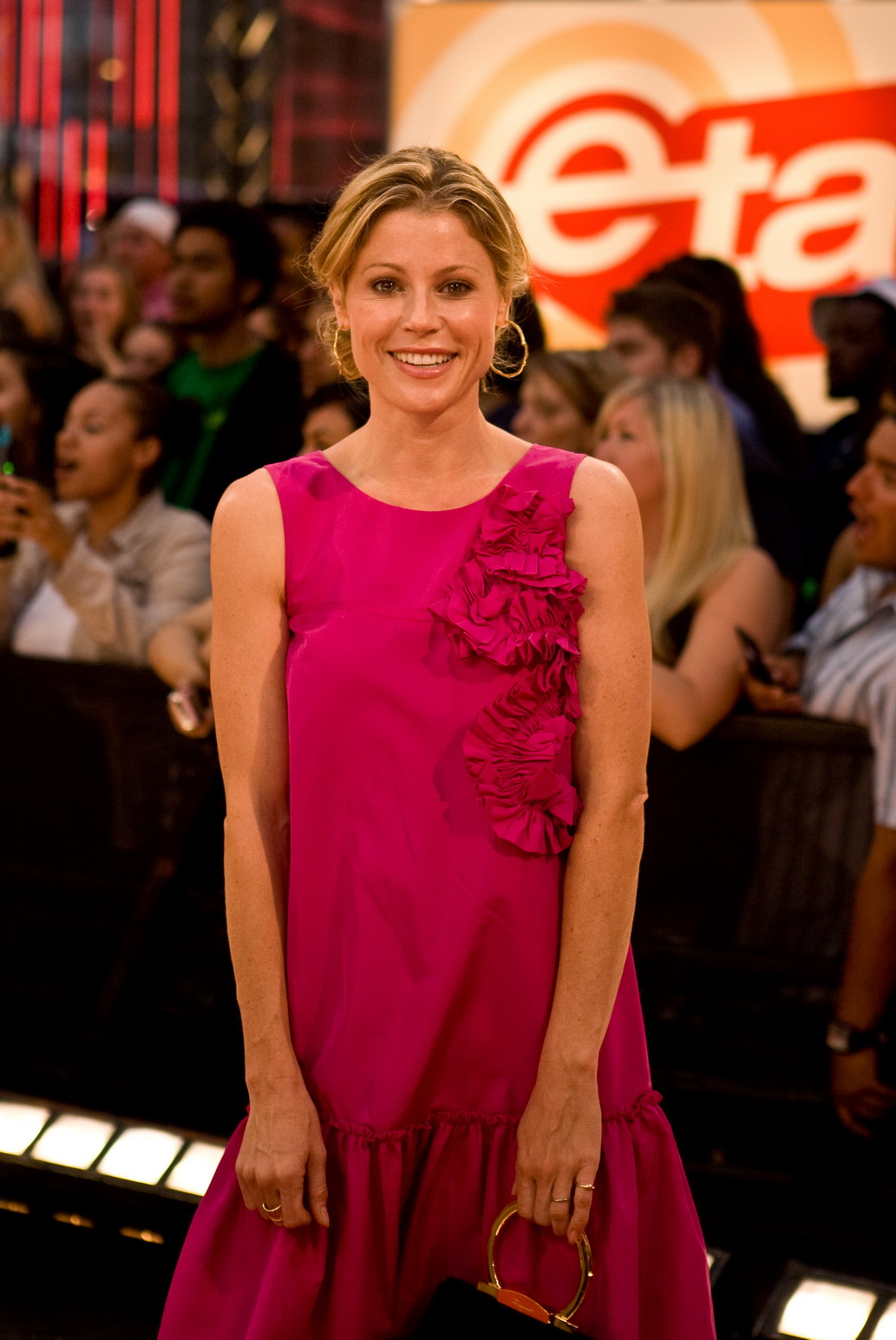
Julie Bowen interpreta Sarah Shephard
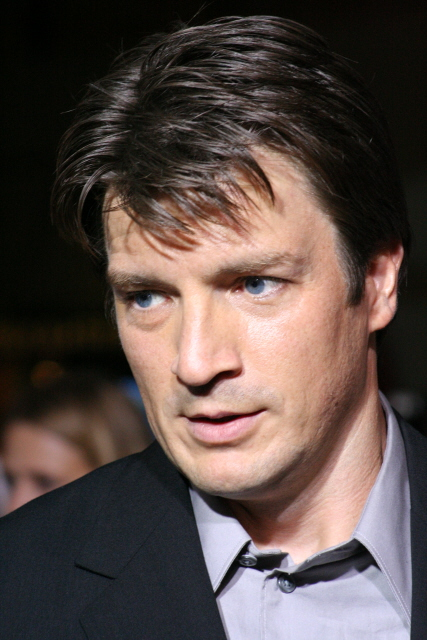
Nathan Fillion interpreta Kevin Callis
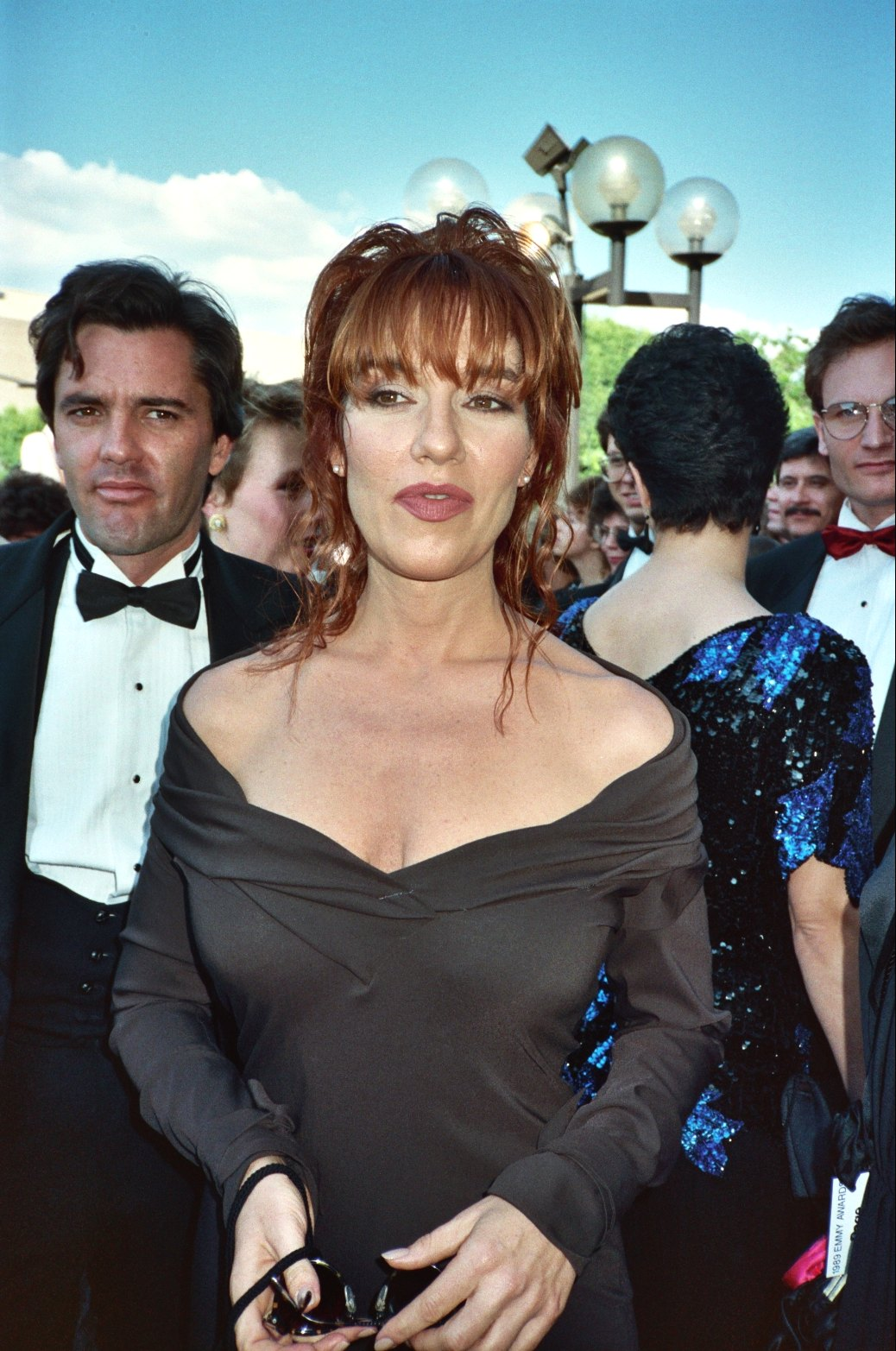
Katey Sagal interpreta Helen
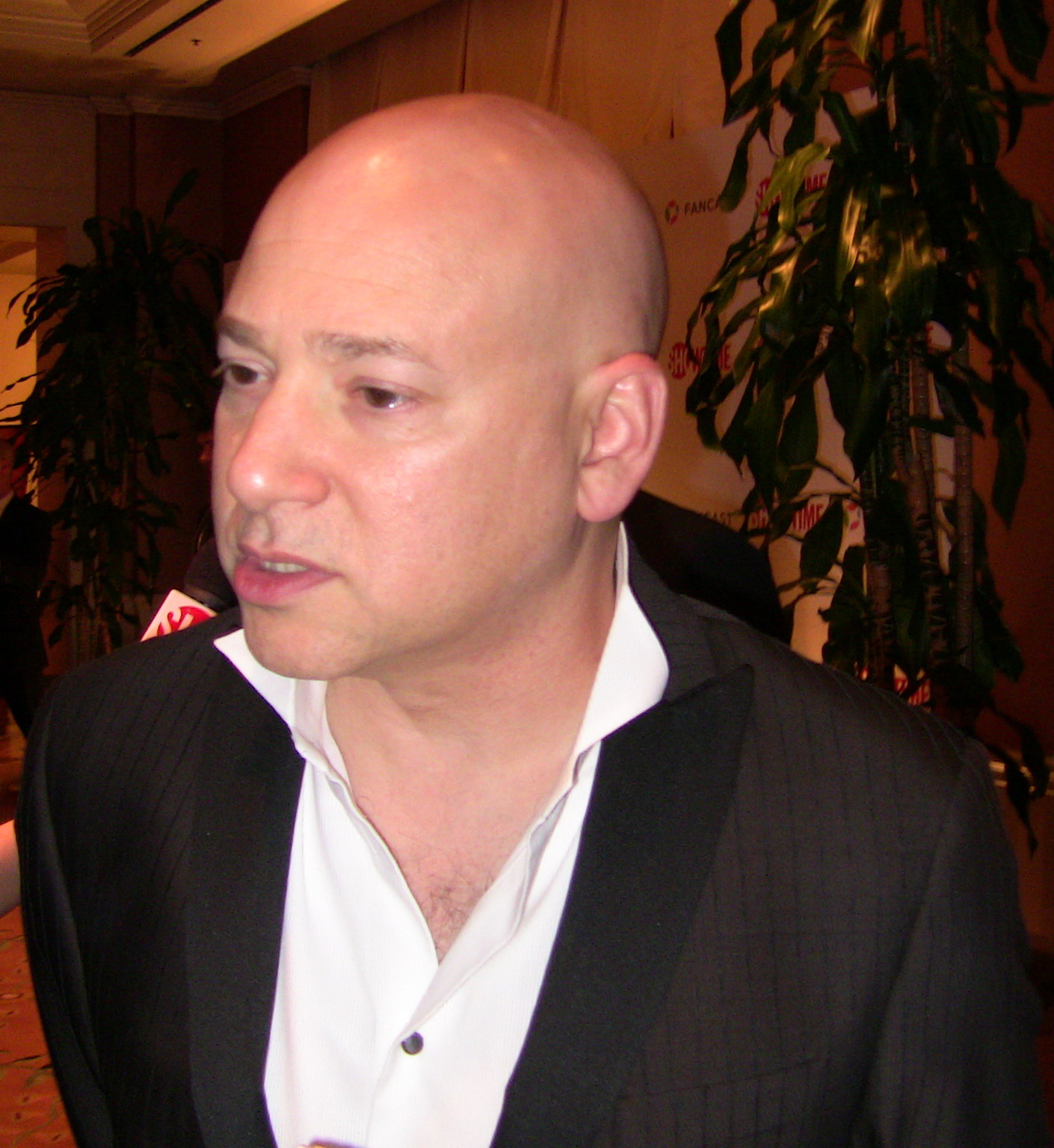
Evan Handler interpreta Dave
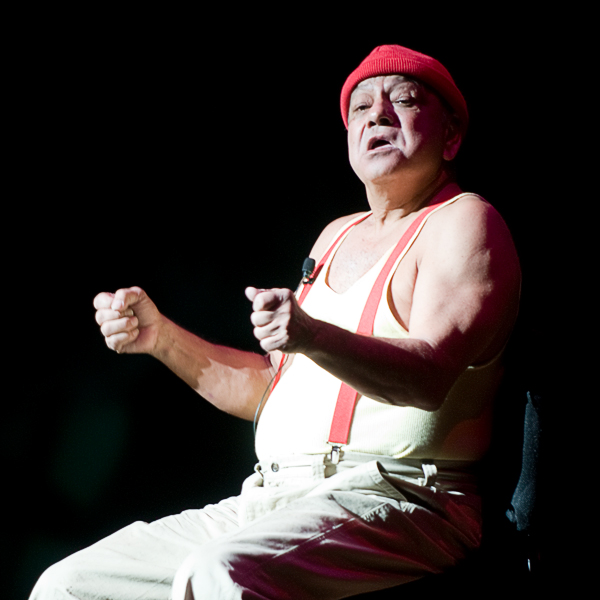
Cheech Marin interpreta David Reyes